# Histoire de Toulouse

Blason de Toulouse.

L'histoire de Toulouse est l'étude et le récit des événements passés de la ville de Toulouse, qui se situe dans le Sud de la France, en Occitanie.
Si le territoire de la ville a été occupé dès le Néolithique, puis au cours de la Protohistoire, la ville proprement dite est fondée sous l'Empire Romain. Elle est ensuite, au fil des siècles, occupée par les Wisigoths (qui en font leur capitale), puis conquise par les Mérovingiens. Sous l'administration carolingienne, Toulouse est placée, dès la fin du VIIIe siècle, sous le contrôle d'un comte. Elle est ensuite rattachée au royaume de France à la fin du XIIIe siècle, conséquence indirecte de la croisade contre les Albigeois et de la signature du traité de Meaux-Paris. À la Renaissance, la ville connaît un âge d'or grâce au commerce du pastel.

## Préhistoire

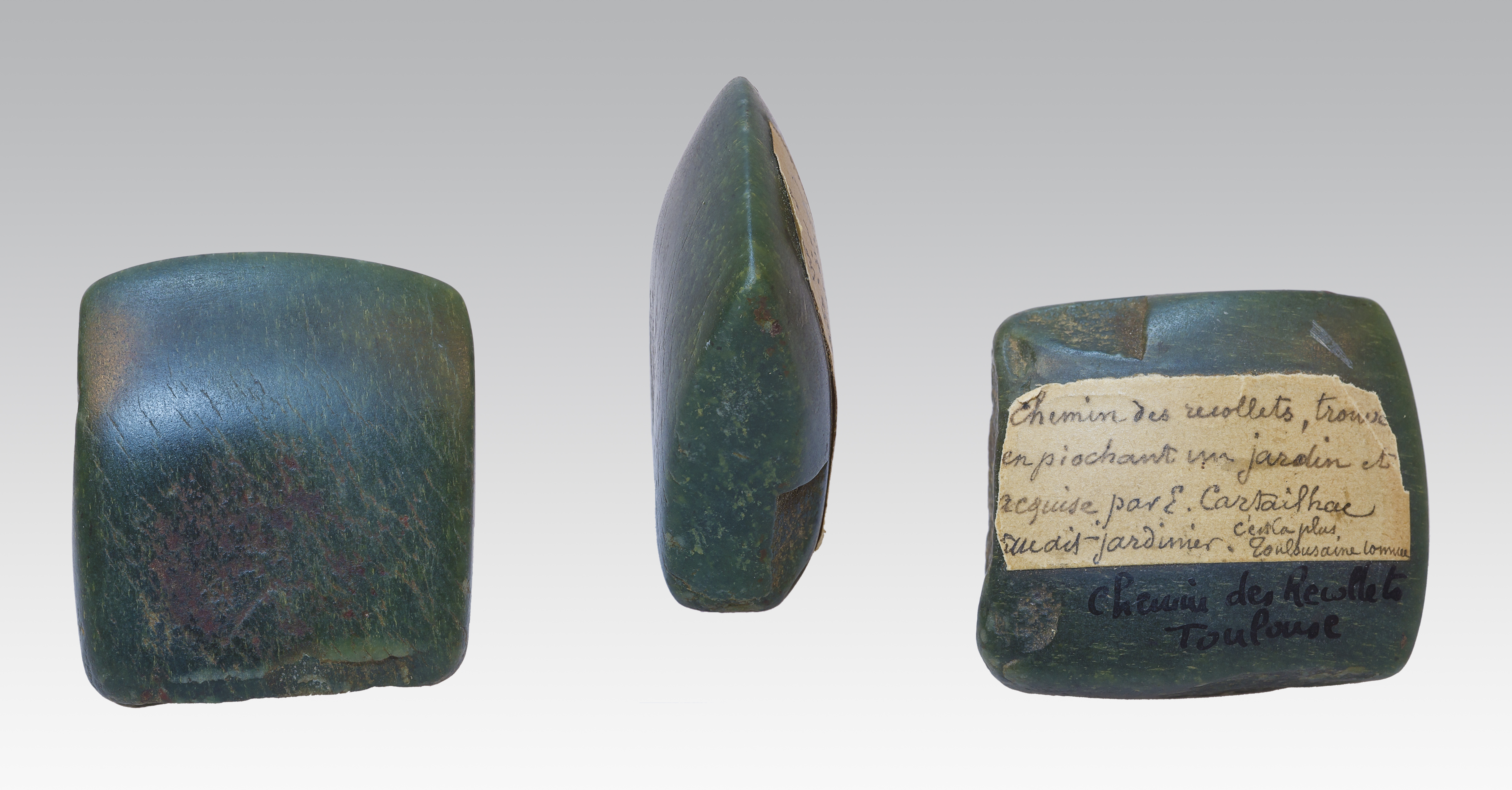
Hache polie du Néolithique chemin des Récollets - Muséum de Toulouse.

Les environs de Toulouse furent occupés dès le Paléolithique inférieur. La vallée de la Garonne porte d'ailleurs des traces de cette occupation, notamment le site acheuléen d'En Jacca sur la commune de Colomiers où ont été retrouvés des vestiges lithiques anciens. Des traces d'occupation du Néolithique ont été retrouvées sur la rive gauche, à Villeneuve-Tolosane et Saint-Martin-du-Touch, sous forme de village comportant un groupe d'habitations de douze hectares, protégées par un fossé et une palissade. Mais également dans le quartier des Récollets.

## Protohistoire

### Age du Bronze et premier âge du Fer
À la fin de l'âge du Bronze et au début de l'âge du Fer, l'occupation humaine s'intensifie avec la création de plusieurs pôles d'habitat. Situé sur les hauteurs de Pech-David, le site du Cluzel est occupé dès le IXe siècle av. J.-C.. Un peu plus loin sur ces mêmes coteaux, deux autres sites ont été repérés à Estarac et à La Planho. Dans la plaine sur la rive gauche de la Garonne, le site d'Ancely est occupé dès l'âge du Bronze final II (autour du XIe siècle av. J.-C.), tandis que deux autres habitats ont été fouillés sur la rive droite, l'un au niveau du quartier Saint-Roch, l'autre sur le site de l'ancien hôpital Larrey. Trois nécropoles à crémation ont pu être partiellement fouillées, l'une située dans les environs de la ville à Blagnac, une autre à Toulouse même au niveau de la station de métro des Carmes et une dernière dans le quartier Saint-Roch, à l'emplacement de l'ancienne caserne Niel, où a été mise au jour la plus importante d'entre elles.
À cette époque, la ville protohistorique ne semble pas avoir été le centre d'un réseau commercial étendu.

### Les Volques-Tectosages -IIIeauIersiècleav. J.-C.

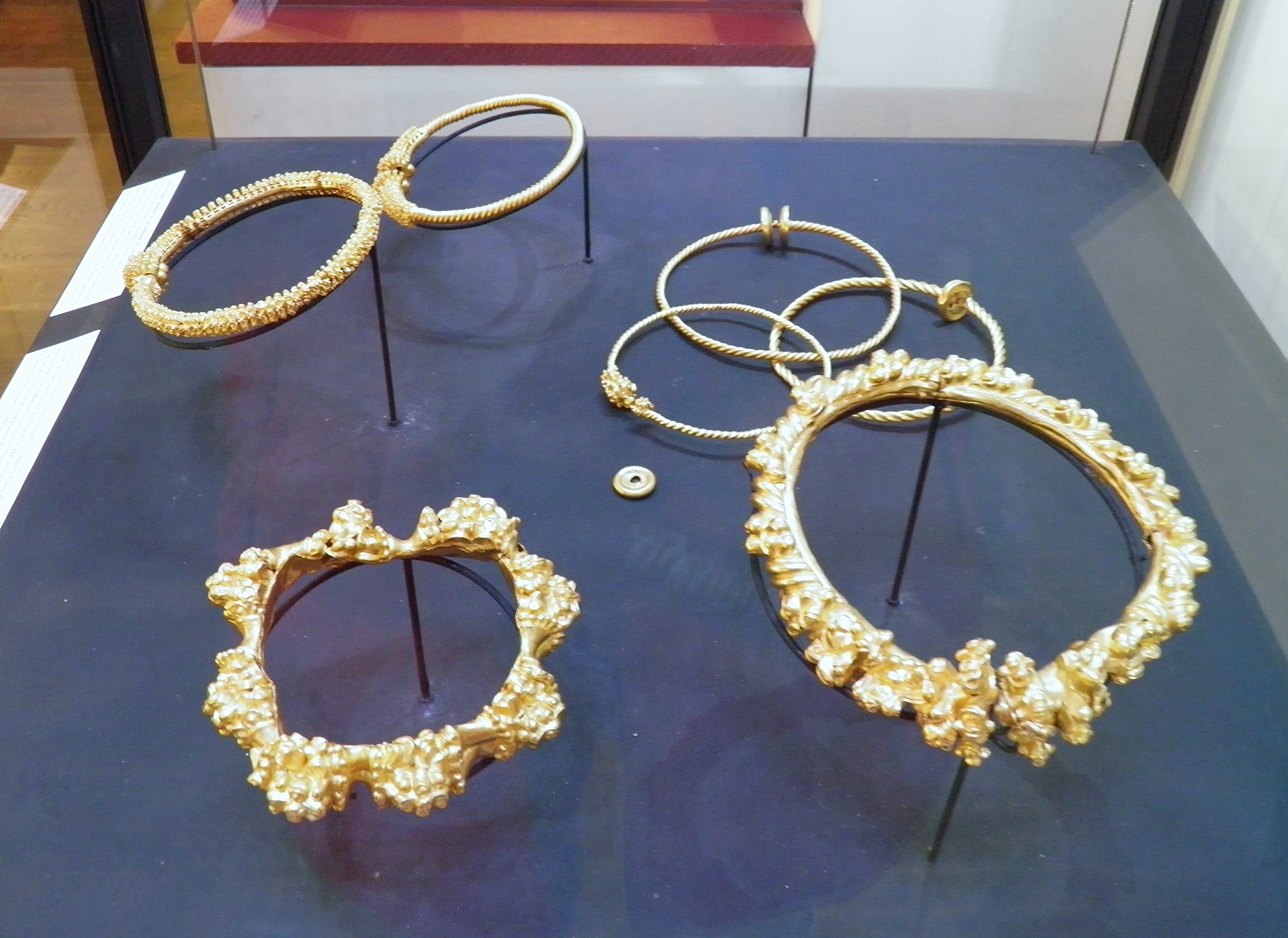
Cinq torques gaulois,, Musée Saint-Raymond.

Le premier peuple connu est celui des Volques Tectosages. Au IIIe siècle av. J.-C., le peuple celte des Volques s'établit dans le Sud de la Gaule; la branche des Volques tectosages s'implante dans la boucle de la Garonne.
Ils occupent les hauteurs de la rive droite, en amont de la Toulouse actuelle, qui constituent autant d'oppida. Parmi ceux-ci, Vieille-Toulouse serait, selon certains, le « centre politique » de l'époque, à en juger par l'importance des vestiges découverts. Dès cette époque, les Volques tectosages tirent profit de la situation de carrefour entre l'axe nord-sud des Pyrénées au Massif Central, et l'axe est-ouest de la Méditerranée à l'Atlantique.
Lorsque l’invasion romaine approcha de Toulouse, les Tectosages avaient amassé un véritable trésor en exploitant l’or de l’Ariège. Des torques en or, témoins de ce passé, sont exposés au musée Saint-Raymond à Toulouse,.
Vers 121 av. J.-C., la Provincia romana fut organisée par les Romains sur les bords de la Méditerranée. Ils contrôlaient ainsi l'axe commercial entre l'Espagne et l'Italie par la via Domitia. Les Tectosages installés le long de cette voie sont alors traités comme des alliés. Le peuple toulousain garda 10 ans une indépendance de façade vis-à-vis du pouvoir romain en garnison autour de Toulouse. En 109 av. J.-C., un peuple germanique, les Teutons, envahit la Gaule et battit l'armée romaine. Les Tectosages en profitèrent pour s'allier avec eux et chasser la garnison romaine. Mais la victoire fut de courte durée, car le consul Marius triompha des Teutons et récupéra Toulouse. En 107 av. J.-C., une révolte contre la garnison entraîna une riposte immédiate de Rome. La ville fut conquise par traitrise et pillée par Cépion (Quintus Servilius Caepio) en 106 av. J.-C. D’après la légende, 70 tonnes d’or furent dérobées par Cépion. Nul ne sait ce qu’est devenu ce trésor, connu sous le nom de l’« Or de Toulouse, ».

## Antiquité
Le premier commerce de Toulouse fut celui du vin. Le sous-sol foisonne de tessons d’amphores. Ce n’est pas le vin du Languedoc qui assura la prospérité de la cité, mais celui d’Italie, acheminé via Narbonne. Une bonne partie des cargaisons étaient consommées sur place. Les garnisons romaines, les Gaulois et les citoyens romains étaient, en effet, consommateurs. Le restant était dispersé vers l’Aquitaine et tout autour de Toulouse. D’autres produits de luxe suivirent le chemin tracé par le vin romain, de la vaisselle notamment. Pour disposer de toutes ces richesses, la province s’adonnait, en vrac, à la vente de produits agricoles et à la vente d’esclaves. La Garonne était utilisée pour le transport de marchandises sur des barges à fond plat et sur les ancêtres des gabares en aval de Toulouse. Cette richesse commerciale et agricole fit de Toulouse la plus prospère de la Gaule narbonnaise.
Dès lors ralliée au mode de vie romain, la Toulouse des années 70 av. J.-C. n’était guère qu’un poste militaire avancé. Chacun trouvant son compte dans la paix imposée par la domination romaine, c’est sans état d’âme que la cité refusa la Gaule de Vercingétorix. Tolosa connut alors une forte progression démographique, atteignant 20 000 habitants au Ier siècle apr. J.-C. Théâtres, temples, écoles et égouts firent de Toulouse une cité moderne et docile, toujours au centre d’un commerce régional.

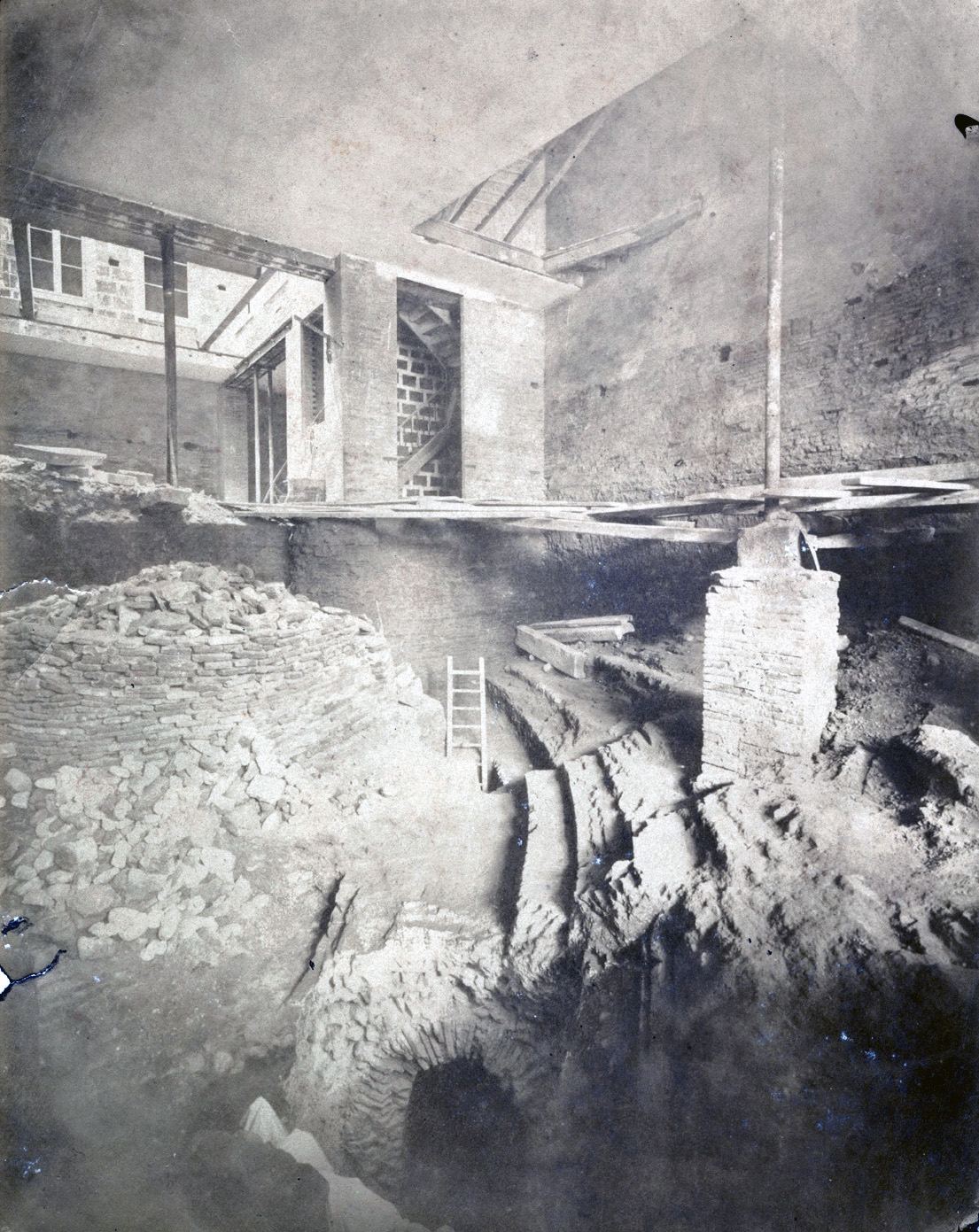
Gradins du théâtre antique découverts sous le no 1 de la rue de Metz, entre 1869 et 1871, lors des travaux réalisés par Jacques-Jean Esquié.

Les Romains aménagent les prémices de la future ville. Elle est délimitée par la place du Capitole au nord, la place du Salin au sud, la Garonne à l'ouest. Dans les années 20-30 apr. J.-C., un rempart long de trois kilomètres fut bâti afin de souligner la prospérité de la nouvelle colonie romaine. Il enfermait une superficie de 90 ha et s’ouvrait sur la Garonne. Constitué de briques et de moellons, le rempart romain avait 12 m de hauteur et 2 m d'épaisseur. Un tronçon est encore visible sur la place Saint-Jacques près du palais Niel. Puis, ils mettent en place les axes de communications principales : le cardo et le decumanus se croisent sur la place Esquirol où se trouve le forum et le capitolium antique mentionné dans les sources anciennes. Ils construisent aussi un théâtre (actuelle place du Pont-Neuf), un temple (actuelle place Esquirol) et un amphithéâtre à Ancely-Purpan. Un réseau d'égouts permet d'évacuer les eaux usées tandis qu'un aqueduc alimente la ville en eau potable depuis les sources de Lardenne et du Mirail jusqu'au château d'eau situé au point culminant de la cité (actuelle place Rouaix).
La cité romaine voit sa démographie avec 15 000 habitants et sa richesse augmenter. Sur le plan culturel, Toulouse se distingue dans le monde romain et grec par son école de langue grecque et de rhétorique. La ville est dirigée par des aristocrates en toge dont les noms ont été romanisés et dont les membres bénéficient de la citoyenneté romaine.
Le IIIe siècle est marqué par le martyre de saint Saturnin, premier évêque de Toulouse en 250. On sait peu de chose de la première communauté chrétienne de Toulouse mais cet évènement est le premier connu de la conversion de la ville au christianisme. Saint Saturnin refusant le culte romain est condamné à être attaché au jarret d'un taureau. D'après la légende du saint (dont les circonstances du martyr sont considérées comme véridique par la communauté d'historiens), il est entraîné par la bête depuis le forum vers l'extérieur de la ville jusqu'à ce que la corde se rompe. C'est après avoir franchi les remparts de la ville par la porte de la Porterie (aujourd'hui située sur la place du Capitole), qu'elle se casse dans la campagne environnante, à l'emplacement, selon la tradition locale, de l'Église Notre-Dame du Taur. Le souvenir de ce martyre et de cet emplacement sont matérialisés par le nom donné à la rue : la rue du Taur. Cette légende est aussi à l'origine du nom du quartier de Matabiau, c'est à cet endroit que les bouviers auraient tué le fameux taureau. Deux sœurs, les saintes puelles (puella signifie jeune fille en latin) se sont occupées d'ensevelir le corps de saint Saturnin à l'endroit où il est tombé,.
Peu de traces ou de monuments romains sont parvenus jusqu'à nous. Un tronçon de rempart est visible place Saint-Jacques près du palais Niel, et une autre partie du rempart et le début des fondations d'une tour sont également visibles dans les sous-sols du magasin Uniqlo, au 3 Rue du Poids de l'Huile. Les restes de l'amphithéâtre de Purpan sont aussi des témoins de cette époque. Cela s'explique en grande partie par le matériau principal des constructions romaines qu'est la brique. Contrairement à d'autres villes romaines construites en pierre de taille, Toulouse a été obligée d'utiliser l'argile de la vallée pour fabriquer des briques pour ses constructions. Or la brique est un matériau beaucoup plus facilement réutilisable que la pierre. Les nombreuses reconstructions successives ont été faites à partir et sur les anciens bâtiments romains. Aujourd'hui, la base des édifices romains et des aménagements urbains sont enfouis sous 3 à 5 m du pavé toulousain. Entre les années 1990 et 2007, la construction du métro de Toulouse a permis de faire avancer les connaissances sur l'antique Toulouse.

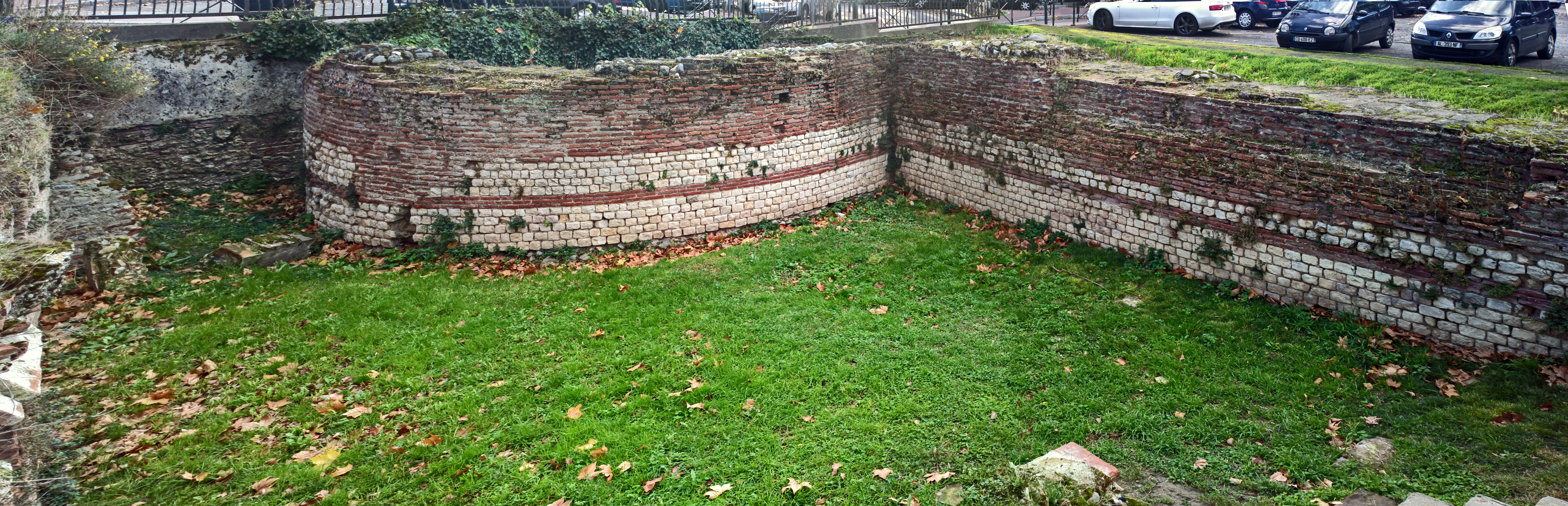
Enceinte gallo-romaine, place Saint-Jacques, prés du palais Niel.
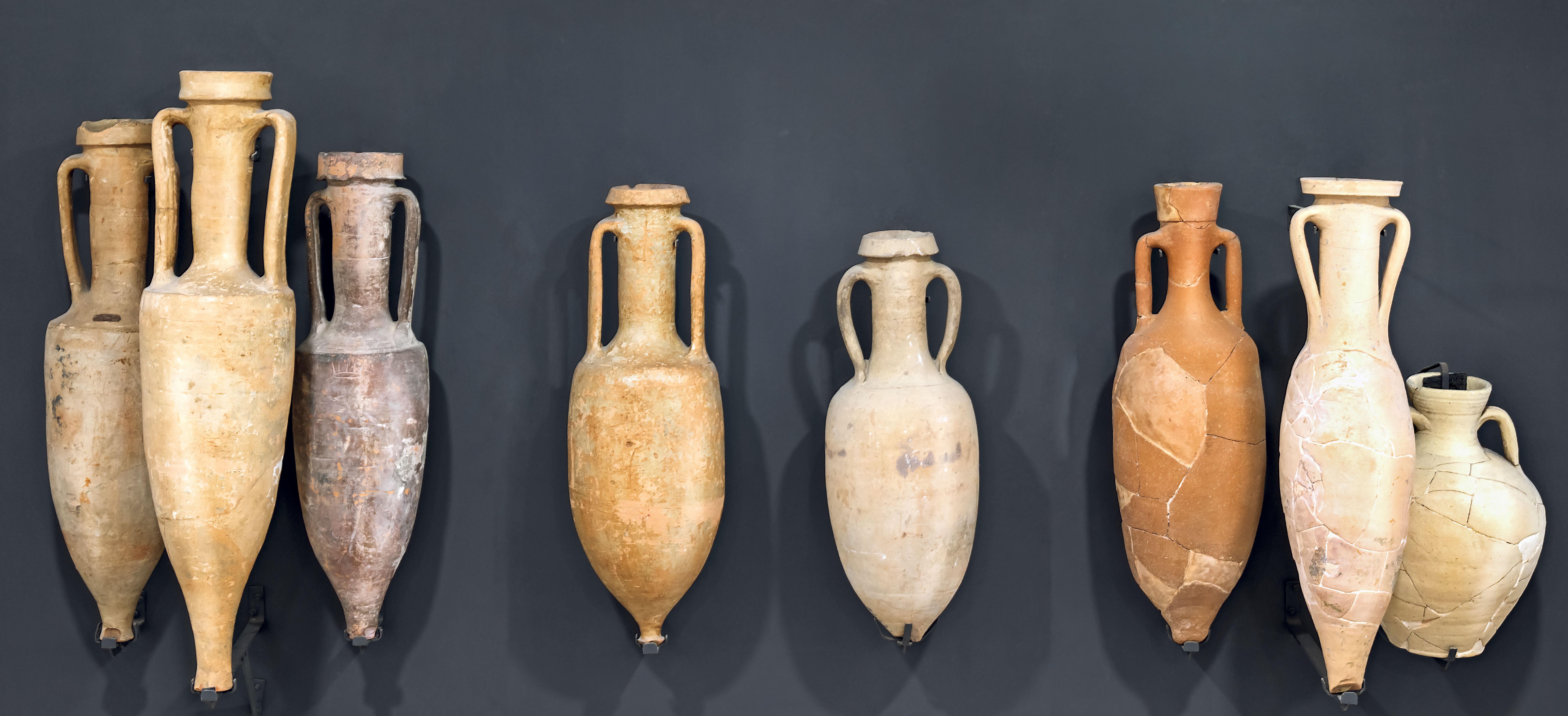
Amphores provenant de Vieille-Toulouse conservées au musée Saint-Raymond

La fin du IIIe siècle est marquée, pour l’Europe, par une grave crise économique associée à une grande instabilité politique. Relativement protégée à l'intérieur de ses remparts, la ville de Toulouse échappe à la poussée franque en 260. Le christianisme prend pied autour de la ville grâce aux efforts de l’évêque saint Saturnin. Enterré à l'extérieur de l'enceinte, suivant l'usage antique, là où le corps serait tombé, selon la Passio du martyr, à l'emplacement de la future église du Taur, la réputation de ce personnage permet à la première communauté chrétienne de se constituer.

### Personnalités liées à Toulouse
- Marcus Antonius Primus, né à Tolosa en 23 et mort en 98 dans la même ville, est un homo novus d’origine gauloise devenu sénateur et chef d'armée romain, l'un des gallo-romains les plus célèbres. Il assure l'empire à Vespasien par son activité militaire, emportant la victoire sur les partisans de Vitellius à l'issue de la bataille de Crémone en 69.
- Ausone a fait une partie de ses études à Tolosa, sous la direction de son oncle le rhêteur Aemilius Magnus Arborius.
- Flavius Iulius Dalmatius, consul et censeur romain, fils de Constance Chlore et membre de , a grandi à Tolosa, comme ses fils Flavius Dalmatius, césar en 335, et de Flavius Hannibalianus. Tous trois ont probablement été exécutés lors du massacre de la dynastie des Constantiniens de 337.
- Saint Selve ou saint Sylve, évêque de Toulouse (360-400), débute la construction d'une église paléo-chrétienne à l'extérieur de la ville (à l'emplacement des cimetières romains situés, suivant l'usage de l'époque, le long des voies romaines), qui deviendra au XIe siècle, la basilique Saint-Sernin. Une église lui est dédiée dans le quartier de Marengo-La Colonne
- Saint Exupère, ou Supèri, évêque de Toulouse au début du Ve siècle, est connu pour avoir défendu la ville contre les attaques des Vandales et des Wisigoths.
- C'est à Tolosa le 9 juillet 455, qu'Avitus a été proclamé empereur romain d'Occident.

## Moyen Âge

### Le royaume des Wisigoths

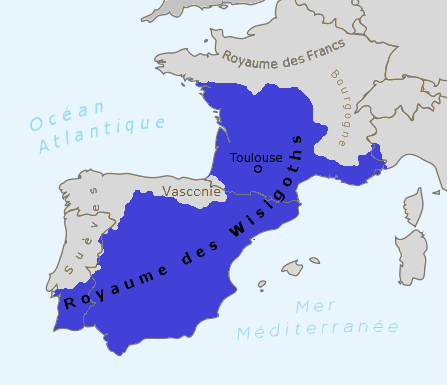
Étendue du royaume des Wisigoths vers 500 apr. J.-C..

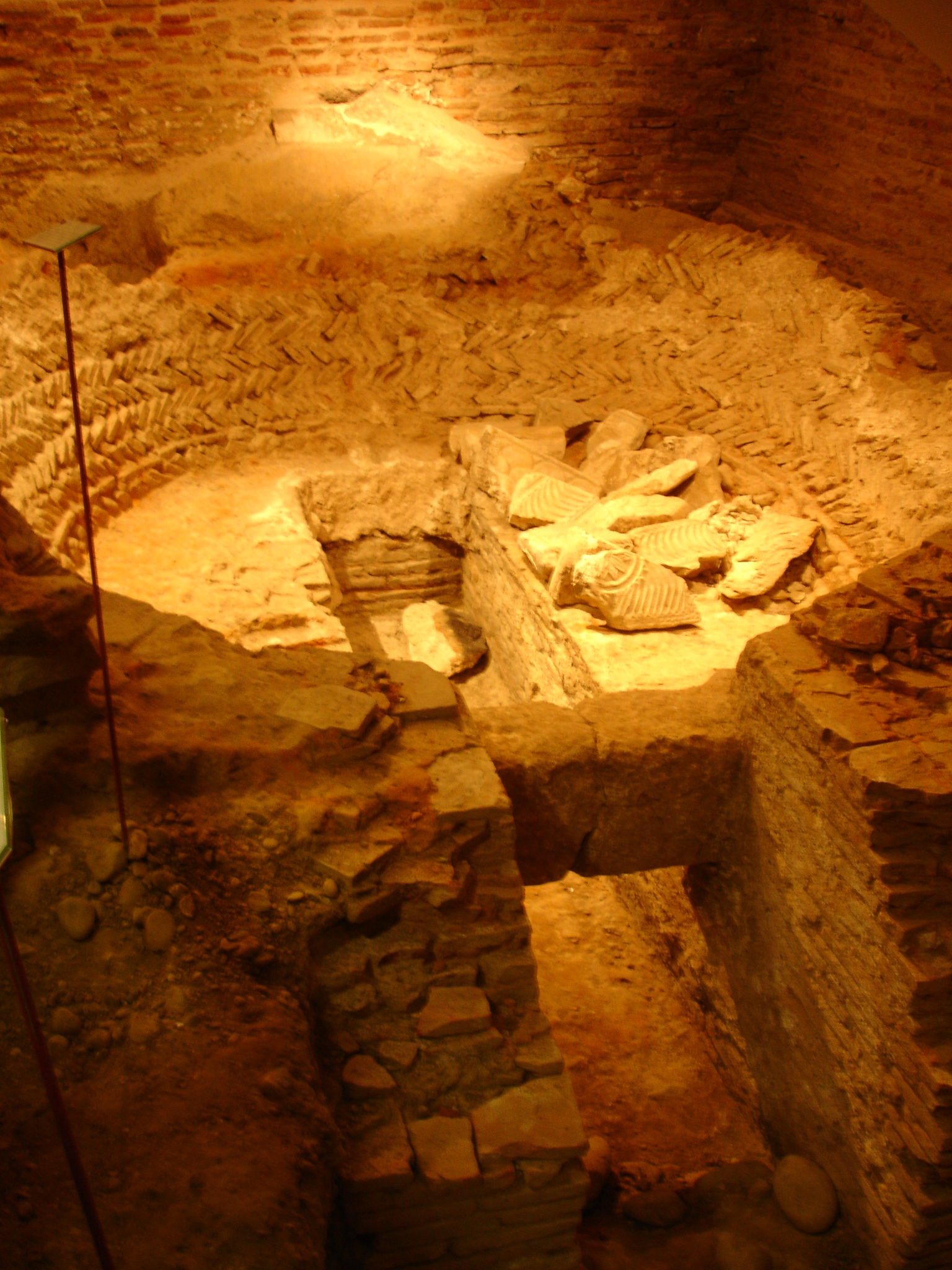
Four à chaux datant de 450 à 520 et découvert sous le musée Saint-Raymond.

Lors de l'invasion des Vandales de 407-408, la ville échappe aux conséquences de leur passage, et une tombe sommaire d’un guerrier vandale peut dater de cet épisode.
Puis les Wisigoths prennent la cité avant 417. En 439, l'attaque de la ville par les armées romano-hunnique de Litorius est repoussée. Les Gallo-romains christianisés et les Wisigoths ne portent pas les mêmes vêtements, ni n'ont les mêmes coutumes. Les envahisseurs se passent rapidement du soutien romain pour prendre leur indépendance et règnent jusqu'en 507. Pourtant, préférant Toulouse à Bordeaux, les Goths font de Tolosa la capitale de leur nouveau royaume. Connue sous le nom de « royaume de Toulouse », la domination s’étend de la Loire à Gibraltar. Théodoric II devient roi des Wisigoths et de Toulouse en 453. Cette nomination marque l'indépendance du royaume Wisigoth et la mise en place d'institutions et de bâtiments royaux. Ainsi en 1987, la destruction de l'ancien hôpital Larrey permet d'entreprendre des fouilles archéologiques, qui vont mettre au jour les fondations du palais royal,. Ce nouveau statut de capitale profite à la ville.
Le christianisme prend son essor à Toulouse avec les évêques Silve puis Exupère, qui font construire en 403 une première église paléo-chrétienne, qui deviendra plus tard la basilique Saint-Sernin. La cathédrale Saint-Étienne, l'église de la Daurade et l'église Saint-Pierre-des-Cuisines sortent aussi de terre. La ville s'étend toujours plus et de nombreuses maisons d'habitation sont construites. La brique est largement utilisée comme le prouvent les fours à chaux découverts sous le musée Saint-Raymond.
Les Gallo-Romains restent majoritaires à Toulouse. En 462, avec l'avènement d'Euric, le pouvoir wisigoth est plus violent et le roi veut imposer l'arianisme. Les catholiques sont persécutés et certains lieux de cultes démontés. C'est aussi sous son règne que le royaume des Wisigoths est le plus étendu, allant de la Loire à la Durance en englobant une grande partie de l'Espagne. En 484, Alaric II succède à son père Euric.

### La conquête franque
Clovis mit fin à la domination wisigothe en 507, et ramène Toulouse à un rang inférieur. Coupée de Narbonne et de la Septimanie restées wisigothiques, la ville est déclarée aquitaine. De foi catholique, les Francs seront mieux accueillis que leurs prédécesseurs[réf. nécessaire]. Ils font de la cité une ville militaire, dernier rempart contre le royaume wisigoth, et ce jusqu'au VIIe siècle.

### La création du comté de Toulouse
À partir du VIIe siècle, l’histoire de Toulouse est lacunaire. À la faveur des successions mérovingiennes, la ville devient la capitale d’un important territoire, s’étendant des Pyrénées jusqu’à la Loire, sous l’autorité d’un duc également comte de Toulouse, et qui prend parfois le nom de royaume d’Aquitaine. Toulouse sert aussi de place forte face à la Septimanie à l'Est détenue par les Wisigoths pendant la fin du VIe siècle. En 721, Charles Martel reconnaît l’indépendance de ce duché. Le duc Eudes repousse l’envahisseur arabe lors du siège de Toulouse en 721. Venue d’Espagne, l’armée d’El-Samah subira une cuisante défaite. Moins connu que celui de Poitiers, en 732, ce siège aurait été déterminant pour l’avenir de la France.
Le roi franc Pépin le Bref mit fin à l’indépendance du duché en 768. Mis en danger à la bataille de Roncevaux en 778, Charlemagne décida la création du Royaume d’Aquitaine. Il confia le comté de Toulouse à Chorson, puis à son propre cousin, le "marquis de Gothie", Guillaume. Ce sont les deux premiers comtes toulousains. Le péril sarrasin fit de la ville une place forte d’où partait au printemps l'ost carolingienne. L’armée de Charlemagne va jusqu’à Barcelone et l’empereur crée une zone de sécurité au sud des Pyrénées, la marche d'Espagne.
Pépin Ier, le petit-fils de Charlemagne, tenta de prendre son indépendance et amorça la reconstruction de l’Aquitaine. Son fils Pépin II tenta de conquérir l’Aquitaine en 840. En mai 844, Charles le Chauve, dont l’autorité était ainsi bafouée, assiège la ville de Toulouse qui est alors défendue par Bernard de Septimanie. Celui-ci sortant pour négocier est fait prisonnier, puis rapidement jugé et décapité ; Charles lui reprochait d’avoir compromis la réputation de sa mère Judith de Bavière, et son opportunisme à la bataille de Fontenoy-en-Puisaye. Il doit cependant lever le siège, Pépin II ayant détruit son armée de secours. Il réitère sa tentative en 849 et profite de la trahison du comte Frédélon pour reconquérir la ville, et rattacher ainsi Toulouse à la Francia occidentalis. En 862, Toulouse est pillée par les Vikings du chef Hasting.

### L'époque féodale

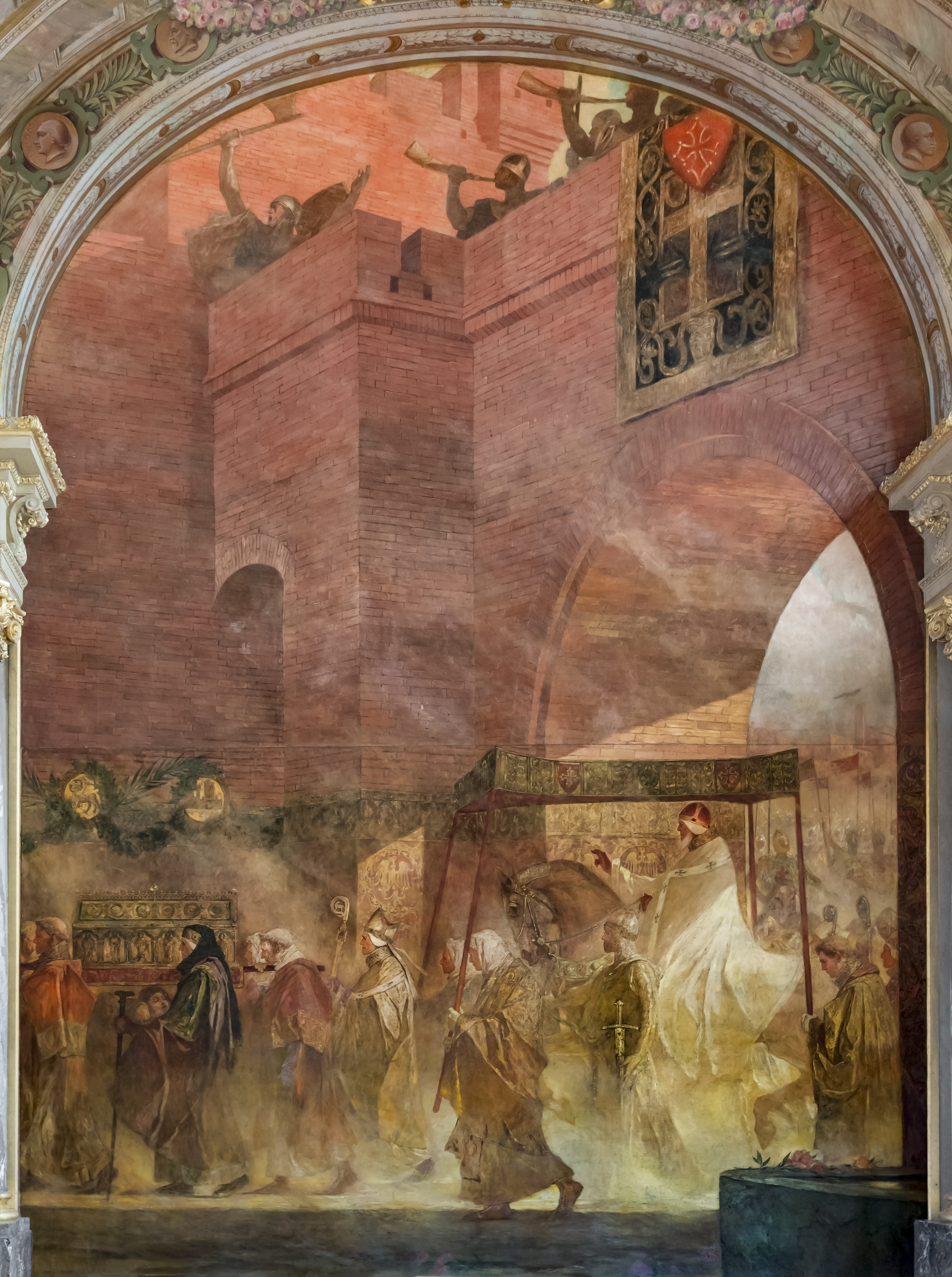
L'entrée à Toulouse du pape Urbain II en 1096 Benjamin Constant

La fin des Carolingiens marque le début de la féodalité. Durant cette période, Toulouse est dirigée par des comtes.
Au début du deuxième millénaire, l’attitude dérivante du clergé, la mainmise sur certaines prérogatives et charges ainsi que l'usurpation des biens de l’Église par le pouvoir toulousain entraînent une dégradation du culte. L’église Saint-Sernin, l'église Notre-Dame de la Daurade et la cathédrale Saint-Étienne sont mal entretenues. De nouveaux courants religieux apparaissent, telle la réforme clunisienne et la réforme grégorienne.
L’évêque Izarn, soutenu par le pape Grégoire VII, promoteur de ces réformes, tenta de mettre bon ordre à tout cela. Il confia la Daurade aux abbés clunisiens en 1077. À Saint-Sernin, il essaye également de faire plier les chanoines mais ceux-ci en appellent au Pape pour affirmer leur indépendance. La réaction de l'évêque est fulgurante : il les fait remplacer par les moines de l'abbaye de Moissac (dont il est issu), mais cette action donnera lieu à un cuisant revers. En effet, le successeur de Grégoire VII, le nouveau Pape Urbain II le force à réintégrer les chanoines de Saint-Sernin qui dépendront désormais directement du Pape. Dès les années 1070-1080, lorsque les chanoines démarrent la construction d'une nouvelle église, l'évêque est en conflit avec eux en la personne de l'operarius du chantier et prévôt Raymond Gayrard, lequel venait de bâtir un hôpital pour les pauvres tout proche (situé à l'emplacement de l'actuel Musée Saint-Raymond, musée des Antiques de Toulouse). Soutenu par le comte Guilhem IV et le Pape, saint Raymond achève la construction de l'abside et du transept. Lorsque Urbain II fait un voyage dans le comté d'Auvergne, en prêchant au concile de Clermont-Ferrand l'appel à la première croisade en 1095, il passe par Toulouse pour consacrer l'autel de l'église abbatiale Saint-Sernin, presque prête pour le culte et propose au Comte de Toulouse de prendre la tête de la croisade. Les querelles religieuses venaient de réveiller la foi des Toulousains. Cette renaissance s’accompagna d’une nouvelle progression démographique, favorisée par une agriculture techniquement plus performante. La ville devient l'une des plus grandes d'Europe au XIIe siècle.
C’est à cette occasion que les faubourgs de Saint-Michel et Saint-Cyprien furent bâtis. Le pont de la Daurade permit en 1181 de relier Saint-Cyprien aux portes de la ville. Les bourgs de Saint-Sernin et de Saint-Pierre des Cuisines connurent également une expansion notable. De nombreux artisans prennent possession des rues et ruelles de l'antique Toulouse entre la rue Saint-Rome et la rue du Pharaon. Toutes ces rues portent encore le nom des métiers des artisans : rue des Changes, des Filatiers ou des Couteliers. Après la prise de la ville par Guillaume IX d'Aquitaine en 1098, la ville est entourée d’une nouvelle enceinte, vraisemblablement le long des actuels grands boulevards de Strasbourg, d'Arcole, de Lacrosse et d'Armand Duportal.

### La création du capitoulat

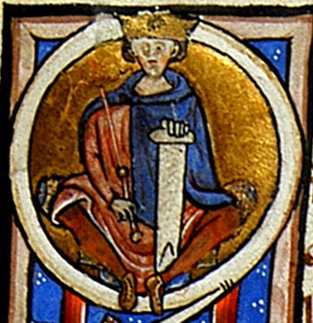
Alphonse Jourdain, représenté dans une lettrine historiée
figurant sur la copie d'une charte de franchises concédée par le comte aux Toulousains (premier cartulaire de la Cité, réalisé en 1205, Archives municipales de Toulouse).

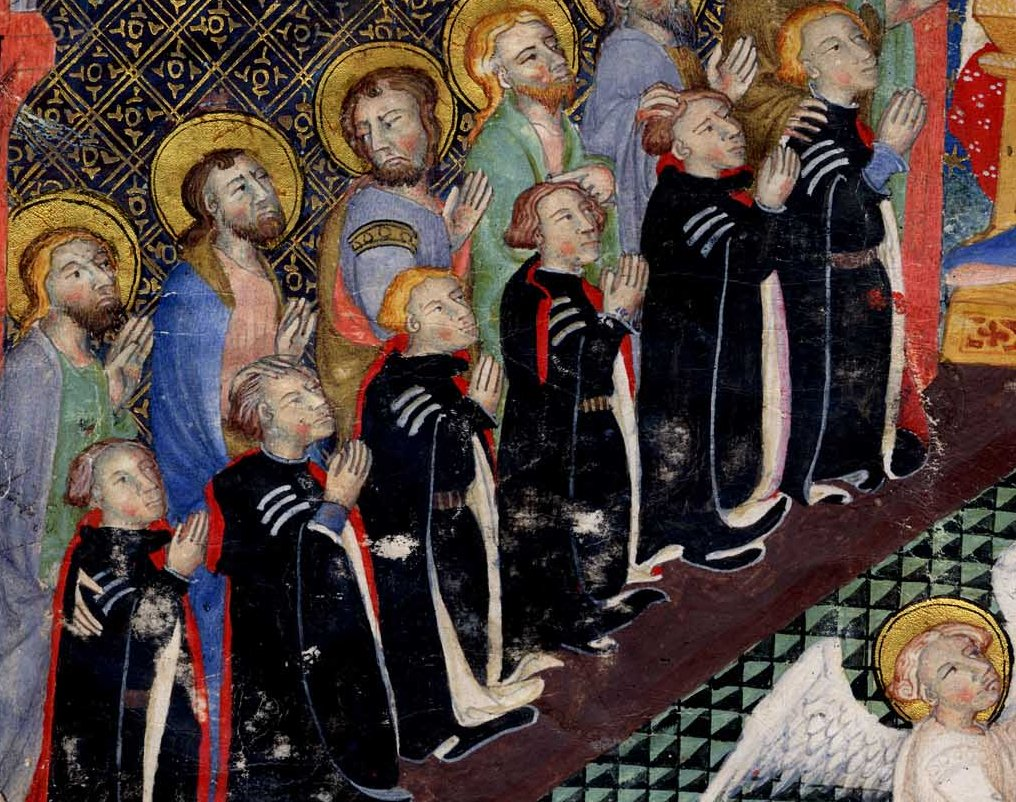
Portraits des capitouls de l'année 1413 dans les Annales manuscrites de la ville de Toulouse (agrandissement).

La fin du XIe siècle est marquée par le départ du comte Raymond IV pour les croisades. Il lègue par testament à son fils Alphonse-Jourdain, né en 1103, l'ensemble de ses terres occitanes. Il meurt en 1105 devant le siège de Tripoli. Son fils aîné Bertrand, alors comte de Toulouse, part également en Terre sainte, laissant le comté à son jeune frère. Au moment de l'administration de Bertrand, Toulouse a fait l'objet de plusieurs tentatives de récupération de la part de Guillaume IX, duc d'Aquitaine et mari de Philippa, fille de Guillaume IV de Toulouse. Profitant de la vacance de pouvoir occasionnée par le départ de Bertrand et la minorité d'Alphonse, il occupe la ville entre 1113 et 1119. Face au gouvernement du duc d'Aquitaine, une résistance passive voit le jour autour d'Alphonse-Jourdain, élevé dans ses possessions provençales à partir de 1108, attendant sa majorité. L'occasion leur est donnée en 1119. Profitant du départ du duc d'Aquitaine pour l'Espagne afin d'aider le roi Alphonse de Castille contre les Almoravides qui menacent les royaumes chrétiens lors de la Reconquista, le peuple toulousain se soulève et rappelle Alphonse Jourdain au pouvoir comtal. À la suite de cette action, ce dernier leur manifeste sa reconnaissance; il prend alors plusieurs mesures permettant d'alléger taxes et impôts. À la mort du comte en 1147, une administration de 8 capitulaires est créée sous le nom de « commun conseil de la Cité et du Bourg ». Il s'agit du capitoulat, une administration municipale typiquement toulousaine. Sous la houlette du pouvoir comtal, elle a la charge de règlementer les échanges et de faire appliquer les lois. Ce sont les capitouls, dont les plus anciens actes datent de 1152. En 1176, le chapitre comportait déjà douze membres, chacun représentant un quartier de Toulouse, ou un faubourg. Le pouvoir des consuls s’opposa rapidement à celui du comte Raimond V. Les Toulousains furent divisés sur le sujet, et c’est après 10 ans de lutte, en 1189, que le conseil municipal obtint du comte d'importantes concessions quant à son autonomie et ses pouvoirs.
En 1154, Raymond V de Toulouse épouse Constance, sœur du roi de France Louis VII. Il repousse les attaques du roi d'Angleterre, Henri II Plantagenêt. En 1190 débuta la construction du futur Capitole, la maison commune, le siège du conseil municipal. Maintenant au nombre de 24, et vraisemblablement élus, les Capitouls s’octroient les droits de police, de commerce, d’imposition et provoquent des conflits avec les villes voisines. Toulouse en sort généralement vainqueur, étendant ainsi la domination de la patria tolosana.
Parmi les mesures de gestion prises par les capitouls, l'une concerne les frais de reconstruction après une catastrophe (incendie ou inondation) : une simple amende sur les artisans négligents. Les capitouls se finançaient plus largement grâce à des barres (taxes sur la sortie de la ville).
Malgré l’intervention du pouvoir royal, l’administration de la ville est laissée aux mains des Capitouls jusqu’à la Révolution. Pour l’anecdote, les joueurs du Stade toulousain, l’équipe de rugby locale, arborent aujourd’hui les couleurs rouge et noir des Capitouls.

### Les Hospitaliers et les Templiers
Au début du XIIe siècle, les Hospitaliers de l'ordre de Saint-Jean de Jérusalem s'installent à Toulouse. Ils occupent d'abord, jusqu'en 1110, l'église de la Dalbade, qui dépend du prieur de la Daurade, mais ils en sont expulsés. C'est pourquoi ils obtiennent, entre 1116 et 1121, de l'évêque de la ville, Amelius Raymond du Puy, dont un frère, Raymond du Puy, est un futur supérieur de l'ordre, la concession de l'église Saint-Rémi. Cette petite église, qui aurait été fondée par l'évêque Germier, se trouve à l'angle des rues Saint-Rémésy et Saint-Jean,. Les hospitaliers accroissent progressivement leurs droits, tels que l'autorisation d'acquérir des biens dans tout le diocèse de Toulouse, le droit donné en 1160 par l'évêque Raimond de Lautrec d'avoir un cimetière pour les membres de leur ordre ou encore la possibilité accordée en 1175 par le comte de Toulouse Raimond V d'avoir un four. Ils reçoivent également le droit de faire construire une tour, connue comme la tour des Archives.
Les Hospitaliers entrent cependant en concurrence avec les Templiers, qui ont établi leur maison toulousaine non loin de la leur, dans la rue du Temple (actuel no 31 rue de la Fonderie). Mais en 1307, le roi de France Philippe IV le Bel fait arrêter les Templiers dans tout le royaume de France et mettre leurs biens sous séquestre. Après la suppression de leur ordre par le concile de Vienne en 1311, la dévolution des biens de l'ordre du Temple sont accordées aux Hospitaliers l'année suivante. C'est Déodat de Roaix qui est chargé, à Toulouse, de surveiller le transfert des propriétés.
La grande richesse de la maison hospitalière toulousaine lui permet de recevoir en 1315 le rang de grand prieuré : elle est placée, au côté du grand prieuré de Saint-Gilles, à la tête de la langue de Provence. Les hospitaliers, devenus propriétaires de la Maison du Temple, y installent en 1408 un hôpital, appelé hôpital du Temple. Le prieur provincial fait aussi construire son logis dans la maison voisine (actuel no 13 rue de la Dalbade). Ils agrandissent également l'église (actuel no 15 rue de la Dalbade), placée dès lors sous les vocables de Notre-Dame de la Conception et de Sainte-Barbe. Derrière les bâtiments qui donnent sur la rue se trouve également un cimetière, du côté de la Garonnette.

### La fin des comtes de Toulouse auXIIIesiècle

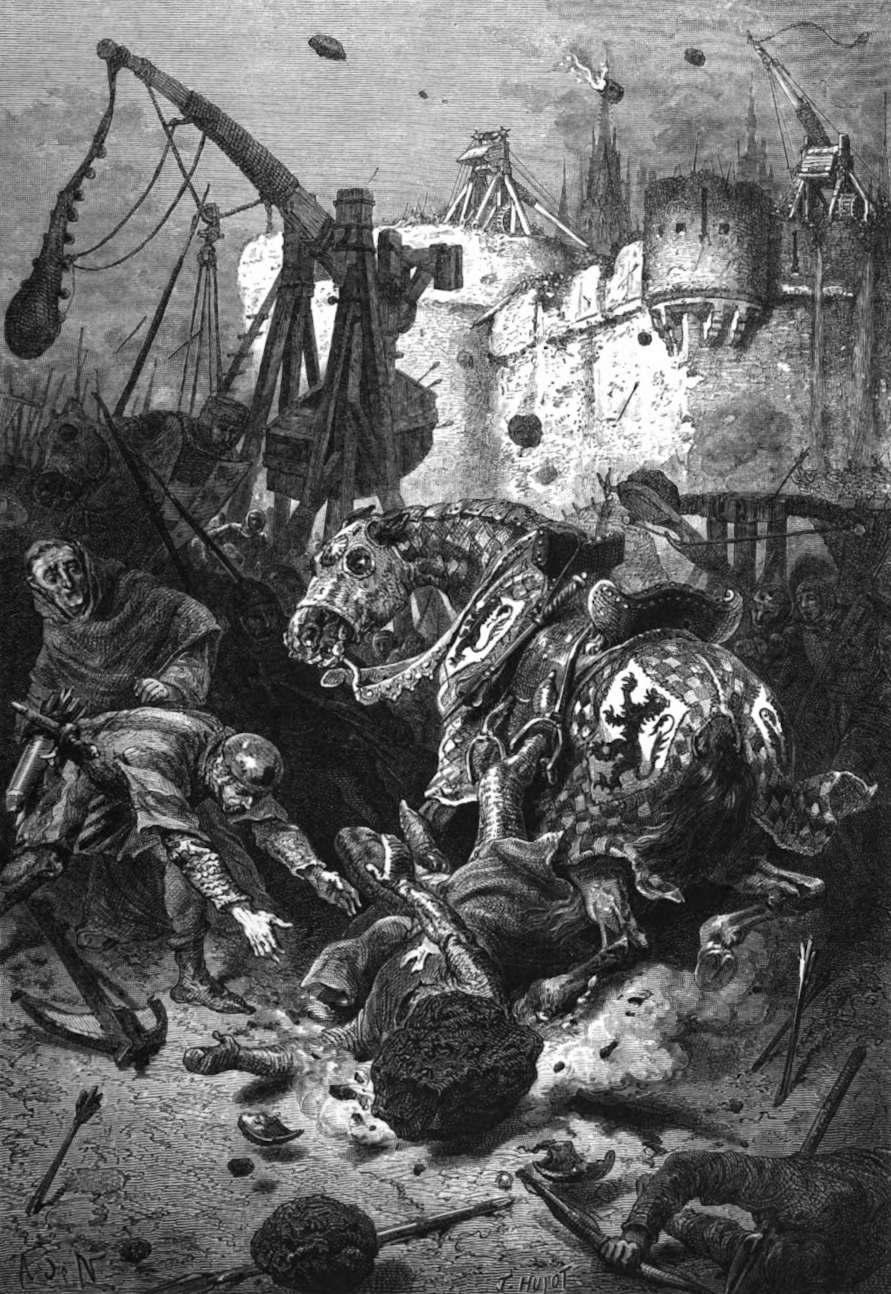
Mort de Simon de Montfort au siège de Toulouse de 1218.

Le catharisme désigne un mouvement religieux hétérodoxe qui se développe dans le Midi de la France aux XIe et XIIe siècles. Contrairement à une idée répandue, ses adeptes ne se sont jamais désignés comme « cathares » – un terme utilisé plus tard par leurs adversaires – mais se reconnaissaient sous les appellations de "bons hommes" et "bonnes femmes", ou encore "bons chrétiens".
Les "bons chrétiens" vivaient selon un idéal évangélique fondé sur la simplicité et la non-violence. Leur seule cérémonie majeure était le consolamentum, un baptême spirituel par imposition des mains, reçu en fin de vie ou après un engagement ascétique. Contrairement à une idée répandue, leur supposé dualisme repose surtout sur des sources hostiles et demeure sujet à débat. Bien qu’ils rejetaient certains sacrements catholiques comme l’eucharistie, ils partageaient avec le reste de la société de nombreuses pratiques religieuses et culturelles.
Le terme de "catharisme" a ensuite été élargi pour désigner d’autres courants hétérodoxes en France et en Europe, sans qu’un véritable lien doctrinal puisse être établi entre ces mouvements, souvent très divers. Ce phénomène témoigne de l’utilisation politique et religieuse du terme à des fins de répression.
Dès le XIIe siècle, ce mouvement trouve un écho particulier en Languedoc, notamment dans des centres urbains comme Toulouse et Albi, ce qui explique l’usage du terme « Albigeois » pour les désigner lors de la répression qui suivra. En 1167, un concile tenu à Saint-Félix-de-Caraman contribue à structurer plusieurs communautés en Églises locales indépendantes, affirmant ainsi leur organisation face à l’autorité catholique.
Traversant ce qu'on appelle aujourd'hui l'Occitanie, le futur fondateur de l'ordre des Dominicains, Saint Dominique de Guzmán y rencontre l'hérésie des « bons hommes » ou « bons chrétiens » ou « cathares ». La richesse de l'Église, en particulier, fait scandale parmi des chrétiens qui finissent par se laisser séduire par les idées des vaudois et des « bons hommes ».
Jusqu'à la fin du XIIe siècle, les papes avaient tenté d'enrayer le phénomène sur deux plans : des campagnes militaires menées par des évêques dont les victoires sanglantes restaient sans lendemain et des prêches menés avec faste par les cisterciens avec saint Bernard à leur tête comme ce fut le cas à Albi en 1145. Ici aussi sans résultat. L'Église ne parvient pas, à cette époque, à contrer l'hérésie adoptée par une partie du peuple tandis que les théologiens adverses allient à leur culture religieuse un style de prêche qui touche les petites gens. L'hérésie est finalement condamnée par l'Église Romaine en 1184, confondant les deux mouvements pourtant distincts.
De retour du Danemark en 1205, saint Dominique s'arrête à nouveau en Occitanie, apparemment résolu à combattre l'hérésie à la demande du pape Innocent III. Alors qu'il voulait avec son évêque Diego de Acebo évangéliser les Coumans d'Ukraine, il aurait reçu l'ordre du pape d'assister les cisterciens qui tentaient en vain de rechristianiser les albigeois. Pour concurrencer une institution cathare comparable, saint Dominique établit à Prouille dès 1206 le premier monastère de femmes (noyau des futures dominicaines). En 1207, saint Dominique fait partie du colloque de Pamiers, appelé aussi « colloque de Montréal » qui est le dernier débat contradictoire entre les cathares et l'Église. Le 25 avril 1215 saint Dominique s'établit à Toulouse, avec quelques proches, dans des bâtiments donnés par Pierre Seila (ou Pierre Seilhan), visibles aujourd'hui au no 7, place du Parlement. Cette maison sera considérée comme le lieu de fondation de l'ordre des dominicains.
L'assassinat du légat du pape, le cistercien Pierre de Castelnau, imputé (selon certains historiens à tort) à Raymond VI de Toulouse, déclenche en 1209 la croisade des albigeois. Simon de Montfort était un des seigneurs qui eurent la charge d'exterminer manu militari l'hérésie. Toulouse ne fut pas épargné par l’élan cathare. Les « blancs » catholiques pourchassaient les « noirs » hérétiques dans les rues de Toulouse. L’évêque Foulques profita de ce que les hérétiques étaient ses créanciers pour encourager cette recherche[réf. nécessaire]. Quelques Toulousains rejoignirent les croisés blancs, d’autres apportèrent leur aide aux assiégés. Les consuls ne souhaitèrent pas diviser davantage la population toulousaine et défièrent l’autorité pontificale en ne désignant pas les hérétiques[réf. nécessaire]. Le comte Raimond VI, protégeant les cathares, stigmatisa l’hérésie toulousaine.
En 1211, le premier siège de Toulouse par Simon de Montfort fut un échec, parce que « le ravitaillement est cher, insuffisant », mais deux ans plus tard, il infligea à l’armée toulousaine une terrible défaite à Muret. Sous la menace d’exécuter de nombreux otages, il entra dans Toulouse en 1216, se nomma comte et fit démanteler les remparts. En 1218, alors que Montfort assiégeait Beaucaire, Toulouse se révolta et rebâti les fortifications en quelques semaines. Simon de Montfort revint rapidement et dut entamer le siège de Toulouse. Lors d'un assaut, il fut tué d’une pierre de catapulte, mettant un terme aux combats, les croisés se retirant sur Carcassonne. Le prince Louis de France, futur Louis VIII, venu à nouveau mettre le siège de Toulouse en 1219, abandonna la croisade, une fois ses quarante jours effectués. Raimond VI récupère son fief et pour remercier les Toulousains d’avoir préservé ses intérêts, il abandonne ses dernières prérogatives aux Capitouls. Raymond VII lui succède en 1222. Mais face à la nouvelle croisade lancée par Louis VIII en 1226, Raimond VII capitule et est contraint de signer le traité de Meaux-Paris le 12 avril 1229. Par ce traité signé avec Blanche de Castille, alors régente du royaume de France pendant la minorité de son fils Louis IX, le comte jure fidélité au roi. Il perd la moitié de son domaine, ne lui restant que les possessions tenues en main-propre. Les murs et enceintes des villes de ce territoire doivent être démantelés. Il a également pour obligation de marier sa fille Jeanne, seule héritière, avec le frère du roi : Alphonse de Poitiers. Enfin, le comte s'engage à fonder l'université de Toulouse qui, après Paris, est la seconde du royaume. Elle emploie quatre théologiens, deux décrétistes (canonistes) et deux grammairiens que le comte devra entretenir pendant dix ans.

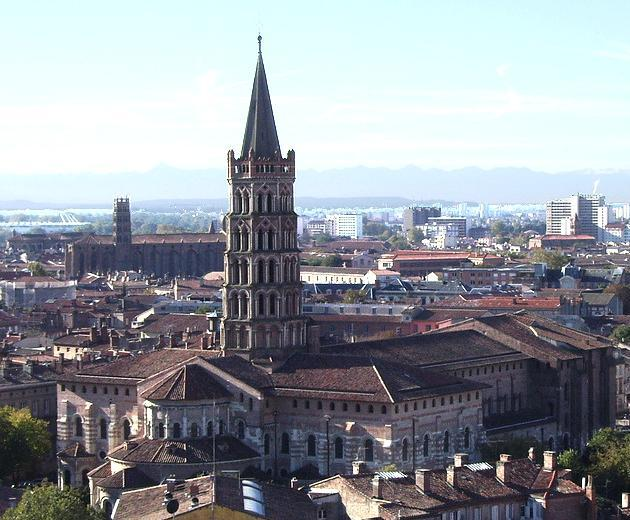
La basilique Saint-Sernin de Toulouse ; édification achevée au XIIe siècle, alors que la région était agitée par la lutte contre l'hérésie cathare.

En 1233 et 1234, des tribunaux d'Inquisition sont mis en place par le pape Grégoire IX. En août 1234, l'inquisiteur dominicain Guillaume Arnaud fera déterrer des cadavres de « cathares » enterrés chrétiennement et les fera brûler en place publiqueCatherine Besson-Lagier, « Évocation du costume dominicain - Première moitié du XIIIe siècle », Moyen Âge, no 131,‎ novembre-décembre 2022, janvier 2023, p. 54 (ISSN 1276-4159). L'hérésie cathare est traquée par l'ordre des dominicains (Frères Prêcheurs), installé désormais dans le couvent des Jacobins en cours de construction jusqu'en 1340. La répression envers les cathares s'accentue en 1241. En 1249, Alphonse de Poitiers succède à Raimond VII et administre la ville depuis Paris. À la mort d'Alphonse et de Jeanne son épouse en 1271, et en l'absence d'héritier, le domaine toulousain est intégré au domaine royal français avec tous les biens que le couple possédait. La région Toulousaine du domaine Royal est alors rebaptisée « Pays de langue d'oc » (d'où les États de Languedoc, ou plus simplement, « Languedoc ») en latin, Comitia Occitaniæ, d'où « Occitanie » en français moderne.

### DuXIIIeauXVesiècle

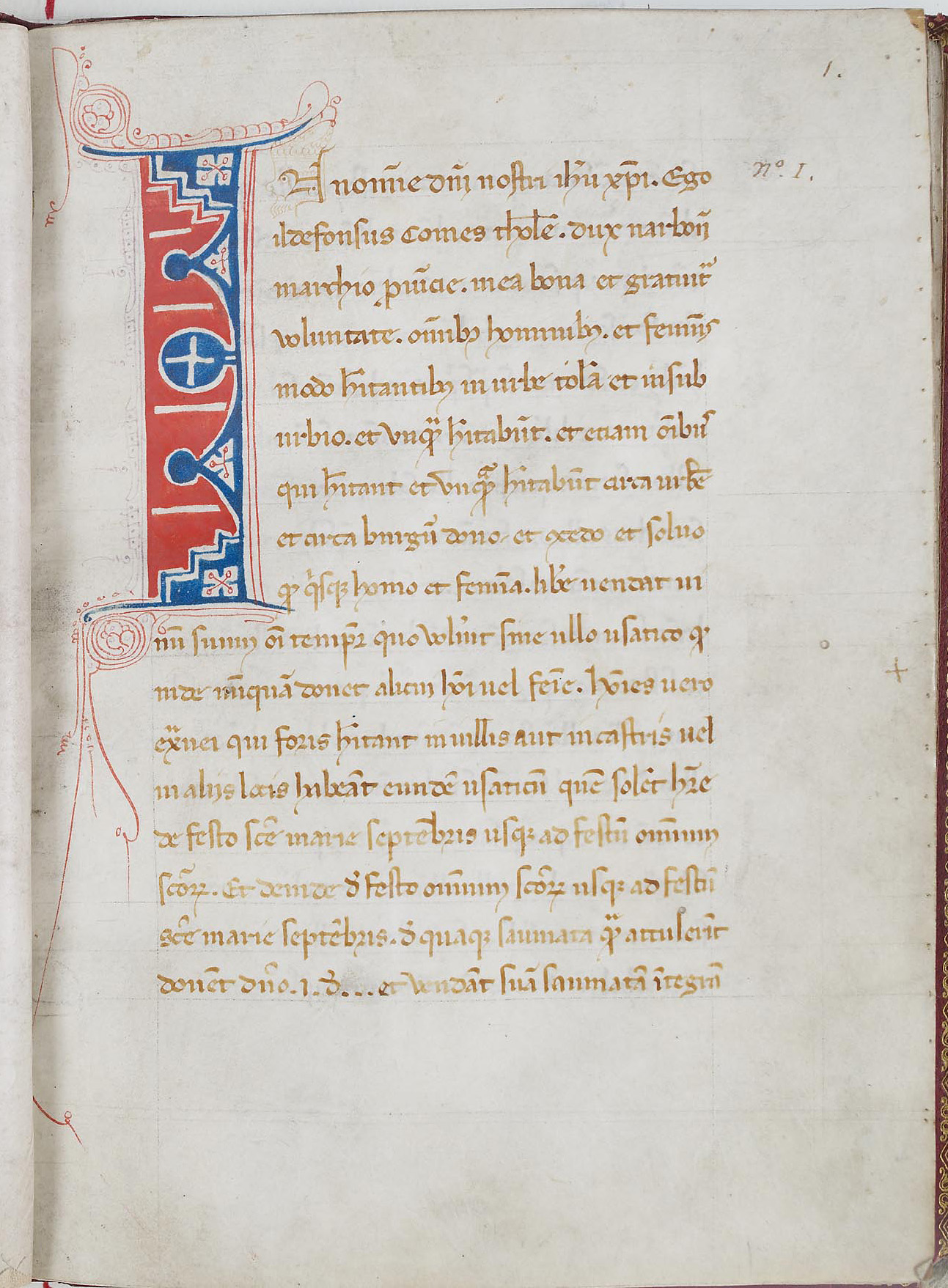
Recueil juridique du Consulat de Toulouse. Toulouse mai et juin 1305. Archives nationales de France.

En 1271, le roi Philippe III le Hardi envoie le sénéchal de Carcassonne pour diriger la ville de Toulouse. Le pouvoir monarchique représenté par les fonctionnaires et les services royaux remplace peu à peu celui des capitouls, qui n'ont plus qu'un rôle de gestion de la ville comme l'ordre public ou la voirie. La ville prospère entre 1271 et 1370 et devient la quatrième ville du royaume avec 40 000 habitants. En 1309, la mort de Pierre Authié marque la fin du catharisme à Toulouse.
De nombreux bâtiments de style gothique sont construits au XIIIe siècle. L'ensemble conventuel des Jacobins est l'ensemble d'art gothique méridional le mieux conservé de Toulouse. Construit par les frères prêcheurs entre 1230 et 1340, il possède un couvent, un cloître, une grande salle capitulaire et une imposante église dont les voûtes forment un « palmier » haut de 22 mètres. Plusieurs catastrophes ponctuent cette période : en 1281, le Pont-Vieux s'écroule sous le poids des habitants venus assister à l'immersion de la croix tandis qu'en 1298, les crues de printemps détruisent les ponts sur la Garonne sauf le pont de la Daurade. Plusieurs incendies ravagent le centre-ville.
En 1306, Philippe le Bel lance une politique antisémite et de nombreux juifs sont persécutés à Toulouse. En 1320, des groupes de jeunes paysans s'en prennent à nouveau aux juifs : la "croisade des pastoureaux" part de Normandie, traverse toute l'Aquitaine ; des groupes se dirigent vers l'Espagne, d'autres vers le Languedoc, où ils massacrent de nombreux juifs et cagots, à Castelsarrazin et Verdun sur Garonne notamment. Un groupe de "pastoureaux" arrêtés par le lieutenant du viguier est libéré par la foule au Château Narbonnais, et ils se livrent le 15 juin 1320 à de nouveaux massacres. Selon Bernard Gui, l'inquisiteur de Toulouse entre 1308 et 1323, absent de la ville ce jour-là, la quasi totalité des juifs de Toulouse, soit près de 500 personnes, ont été tuées. Les pastoureaux seront écrasés et le mouvement éradiqué à l'automne 1320.
Au XIVe siècle, Toulouse est en crise. L'agriculture du Lauragais ne parvient pas à subvenir aux besoins des populations et il faut importer le blé d'Italie ou du royaume d'Aragon. À partir de 1348, la peste noire tue les Toulousains qui se réfugient dans les campagnes.
Le pays toulousain est épargné par la Guerre de Cent Ans jusqu'en 1355. En 1346, dans sa quête de subsides, Philippe VI rassemble pour la première fois à Toulouse les représentants des sept sénéchaussées du Midi, première réunion des Etats du Languedoc. En octobre 1352, les capitouls de Toulouse avaient demandé à Gaston III Fébus de protéger le pays toulousain contre les troupes du roi d'Angleterre postées aux portes de Lafrançaise. En 1355, la grande chevauchée du Prince Noir vers le Languedoc parvient aux abords de Toulouse le 27 octobre. Au lieu d'entamer un siège, le Prince Noir passe la Garonne et poursuit sa chevauchée jusqu'à la Méditerranée, avant de retourner en Guyenne en passant la Garonne au sud de Toulouse.
L'incapacité de Jean II d'Armagnac, lieutenant du roi en Languedoc, est en grande partie à l’origine de l’émeute qui éclata à Toulouse en mai 1357 et menaça le comte jusque dans le Château-Narbonnais. À partir des années 1355-1360, la région est régulièrement parcourue de bandes de routiers et à partir de 1362 la lieutenance du duc Louis d’Anjou est surtout synonyme pour le Languedoc d’impôts toujours plus lourds qui amènent les consuls des trois sénéchaussées à demander et à obtenir de Charles V son rappel. La nomination de Jean de Berry comme lieutenant du roi en Languedoc en novembre 1380 au détriment de Gaston Fébus suscita dans l’ensemble de la province une agitation de nature politique  dont le but était de rejeter cette nomination d’un nouveau prince de sang, plus connu pour ses collections d’art que pour sa volonté de défendre le pays.
En janvier 1381, Gaston Fébus tente sans succès d'emporter l'adhésion des capitouls, hésitant à entrer en rébellion ouverte contre le duc de Berry et, partant, le roi de France. C'est dans ce contexte que se déclenche à Toulouse la révolte des Tuchins (1381-1383) en réaction aux taxes imposées par le duc de Berry et aux exactions des routiers. Une violente révolte urbaine contraint en juillet certains représentants des plus éminentes familles toulousaines à prendre la fuite, tandis que Gaston Fébus remportait une victoire contre les routiers à la solde du duc de Berry à Rabastens. Néanmoins la paix de Capestang en décembre 1381 entérina le retrait de Gaston Fébus au profit du duc de Berry, laissant les Toulousains seuls face au lieutenant du roi.
Les insurgés, issus des classes populaires comme des élites urbaines, organisent des actions armées aussi bien contre les exactions des routiers que contre l'autorité royale, sur fond de lutte entre Foix et Armagnac.
La révolte est durement écrasée en octobre 1383. La répression, menée par les troupes ducales, est brutale, marquée par des affrontements, arrestations et exécutions. Ce soulèvement traduit un profond malaise social et une contestation de l’ordre établi, laissant une empreinte durable dans la mémoire toulousaine.
La population toulousaine décroit fortement et en 1398, la ville ne compte plus que 24 000 habitants.

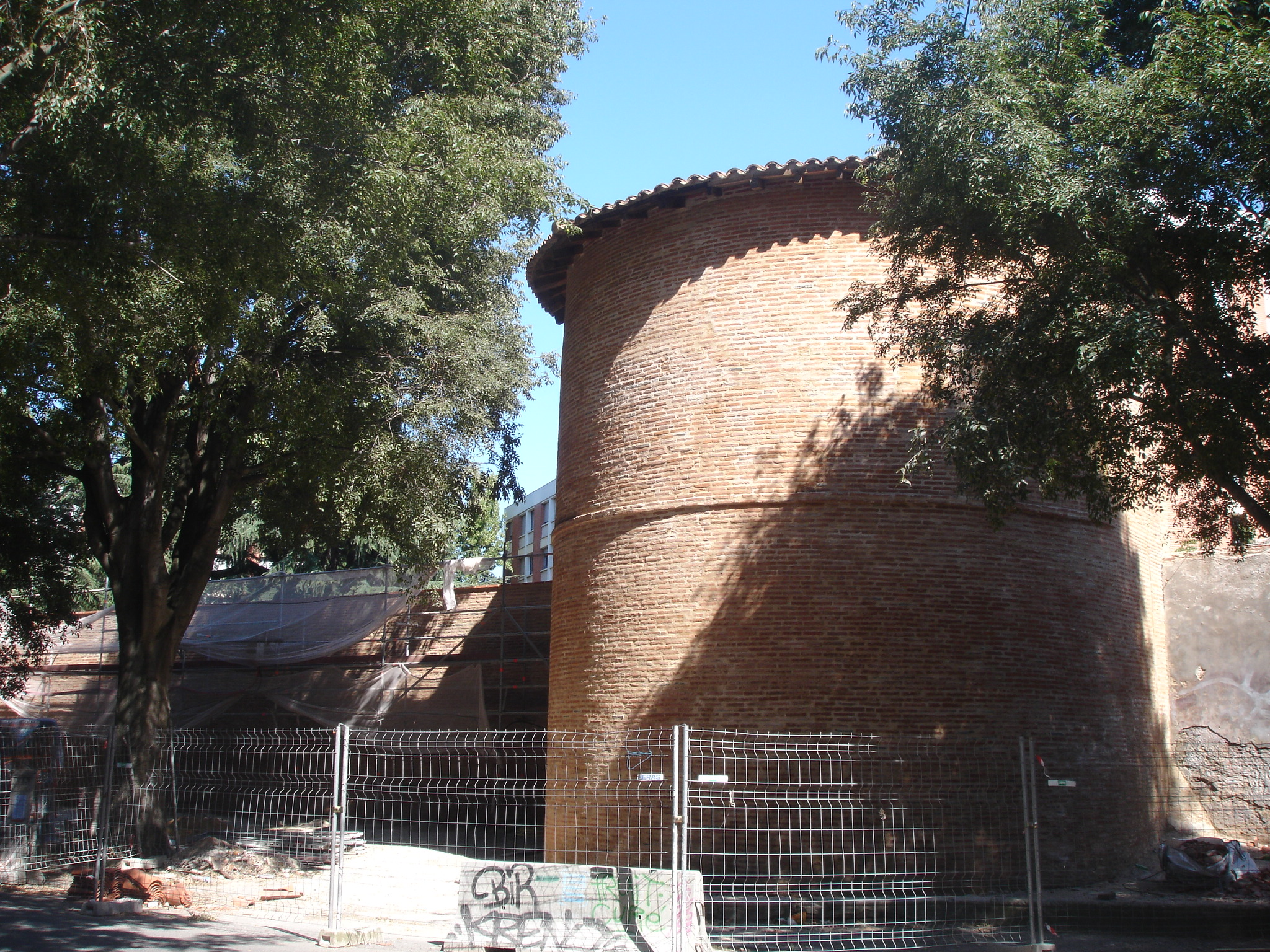
Remparts médiévaux sur l'avenue Armand-Duportal, construits pour résister aux Anglais.

Le XVe siècle débute par la création du Parlement toulousain par Charles VII. En accordant une exemption de taxes, le roi renforce son pouvoir et défie l’administration des Capitouls. Investi de droits de juridiction, le parlement gagne par la suite son indépendance politique. Ce siècle connaît aussi de nombreuses disettes. Les routes ne sont plus sûres.

### Crues et incendies à Toulouse à la fin du Moyen-Âge
En mai 1437, une crue de la Garonne emporte les moulins de Bazacle et détruit des maisons du quartier Saint-Cyprien. Si les crues de la Garonne n'épargnent pas Toulouse tout au long du Moyen Âge, la principale catastrophe médiévale qui touche la ville est le grand incendie de 1463, une des pires catastrophes du Moyen Âge français, bien connue grâce à une importante documentation.
Au cours du Moyen-Âge, Toulouse subit plusieurs grands incendies. Le premier répertorié est celui de 1242, qui ravage la rue du Bourguet-Neuf, à nouveau touchée en 1303. Un autre se déclare le 5 avril 1257 place Saint-Géraud ; les quartiers de la Daurade et du Bazacle brûlent en 1297, et sont à nouveau ravagés par les flammes en 1429 et 1442. La rue du Taur, en 1400, le quartier des Changes en 1408 sont aussi touchés. En novembre 1430, ce sont les églises Saint-Nicolas et Saint-Cyprien qui sont détruites.
Mais c'est en 1463 que le Grand incendie de Toulouse ravage la ville : le brasier détruit la ville pendant quinze jours. Parti le 7 mai du fournil de deux boulangers de la rue Sesquière, près des carmes, il est attisé par un vent d'autan du sud-est. Sec et chaud, très violent, soufflant en rafales, il augmente la température jusqu'à plus de 40 °C, supprime toute humidité dans les sols, les murs et l'air. Il facilite sa propagation en transportant des flammèches et des escarbilles. Enfin, il favorise les montées de température du foyer et rend l'air irrespirable, bloquant toute action des combattants du feu. Le 22 mai, un vaste secteur de 800 m sur 600 m est détruit, soit les deux tiers de la cité. Plusieurs églises et couvents sont détruits, dont ceux des Franciscains, de la Daurade, la Chapelle Redonde, ou le couvent de la Trinité et son quartier. La Grande rue, les quartiers des Filatiers, des Paradoux, de la Pierre, des Changes, des Bancs Majeurs, des Puits-Clos, etc. sont les quartiers anéantis. L'incendie, outre le vent l'attisant, a été favorisé par l'étroitesse des rues du vieux centre, où les maisons étaient construites en matériaux combustibles et abritaient d'importants stocks de marchandises. Il étendit ses ravages jusqu'à l'hôtel de ville. Il a été étudié en détail par P. Saliès, dans son article « Le grand incendie de Toulouse de 1463 », Mémoires de la société archéologique du Midi de la France, tome XXX, 1964. Parmi les conséquences immédiates, les Catalans furent persécutés : comme souvent sous l'Ancien Régime, ils sont emprisonnés, les prisons étant installés dans des forteresses, ce qui est le seul moyen pour les autorités de les protéger.
L'incendie est une catastrophe : de nombreux propriétaires sont ruinés : leurs biens sont rachetés par des hôteliers, des marchands de bois (fustiers), des notaires, mais aussi des ouvriers. Si dans les années qui suivent, on note certes une multiplication des contrats de location et un foisonnement d'hôtels particuliers luxueux appartenant aux élites fortunées de la ville, les quartiers populaires restent en friche très longtemps. Ainsi, en 1478, 11,4 % de la ville est toujours non-reconstruite, mais 44,7 % du quartier populaire de la Daurade. L'activité économique antérieure est pourtant rétablie dès les années 1468-1472. Les subventions et les exemptions de taille sont suspendues par le roi Charles VIII en 1485, qui considère que la ville est très bien et suffisamment rebâtie et repeuplée. Plus positivement, les historiens relèvent le plus grand soin apporté à l'entretien des deux ponts sur la Garonne dans les années qui ont suivi la catastrophe : en effet, ces ponts ont permis l'évacuation d'une partie des habitants pris au piège. On creuse aussi des puits dans des quartiers qui étaient privés de tout apprivisionnement en eau : Saint-Étienne, Esquirol, Rouaix. D'autres mesures préventives sont prises dès le 10 mai, sans réussir à freiner l'avancée de l'incendie. Certaines mesures sont maintenues après la catastrophe, comme les visites domiciliaires pour vérifier l'état des cheminées et donc limiter les risques d'incendie. À plus longue échéance, la reconstruction du couvent de la Trinité a pris près d'un demi-siècle, et l'église est consacrée seulement en 1511. Parmi les projets qui n'ont pas abouti, celui de créer plusieurs bras de la Garonne, afin de bénéficier de pare-feux.

## Les Temps modernes

### L'âge d'or du pastel (1463-1561) et déclin

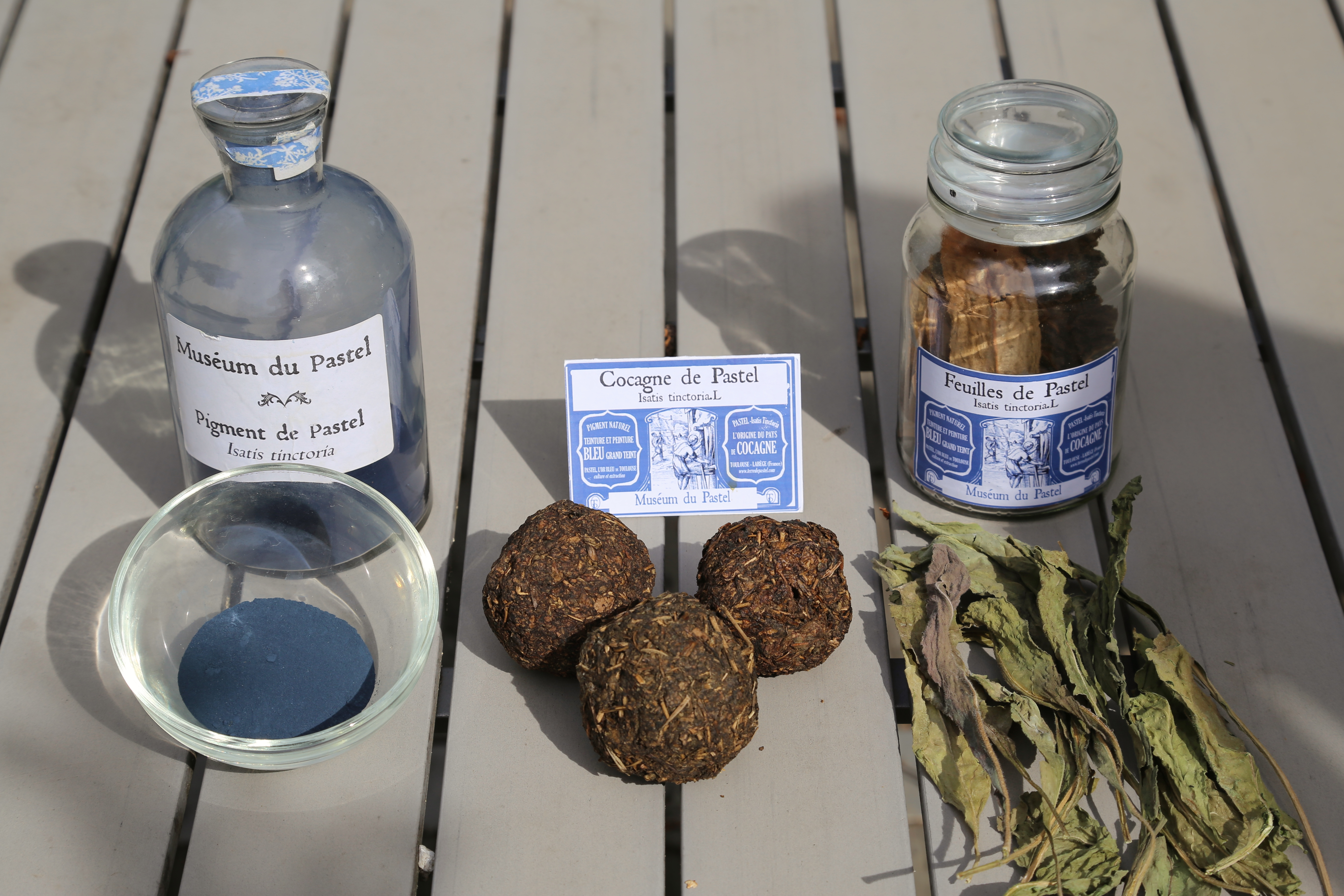
Le commerce de la teinture bleue du pastel fit la fortune des marchands toulousains à la Renaissance.

Entre 1463 (date du grand incendie de Toulouse) et 1561 (date du début des guerres de religion entre catholiques et protestants), Toulouse vécut un véritable âge d'or, période décrite comme sa plus prospère, en s'appuyant sur de nouvelles ressources économiques, dont le pastel. Son université, particulièrement renommée à cette époque, ainsi que son parlement, de première importance dans le royaume de France, appuyèrent aussi sa prospérité, en attirant de nombreux habitants, porteurs de nouveaux savoirs.

#### Prospérité économique
Poursuivant l'activité textile bien implantée dans la ville, le commerce du pastel prend son essor à partir de 1463, profitant du développement de l'industrie de la draperie de luxe dans une Europe qui se reconstruit. Cette période permit à de grandes familles de négociants ou de parlementaires de devenir extrêmement riches et influentes. On y associe généralement les marchands Jean de Bernuy et Pierre d'Assézat en particulier.
Cependant, cette prospérité prendra fin à partir de 1561, avec l'introduction de l'indigo, nouveau produit « des Indes » qui concurrence le pastel, découvert avec l'ouverture sur le monde des pays européens.

#### Renaissance architecturale

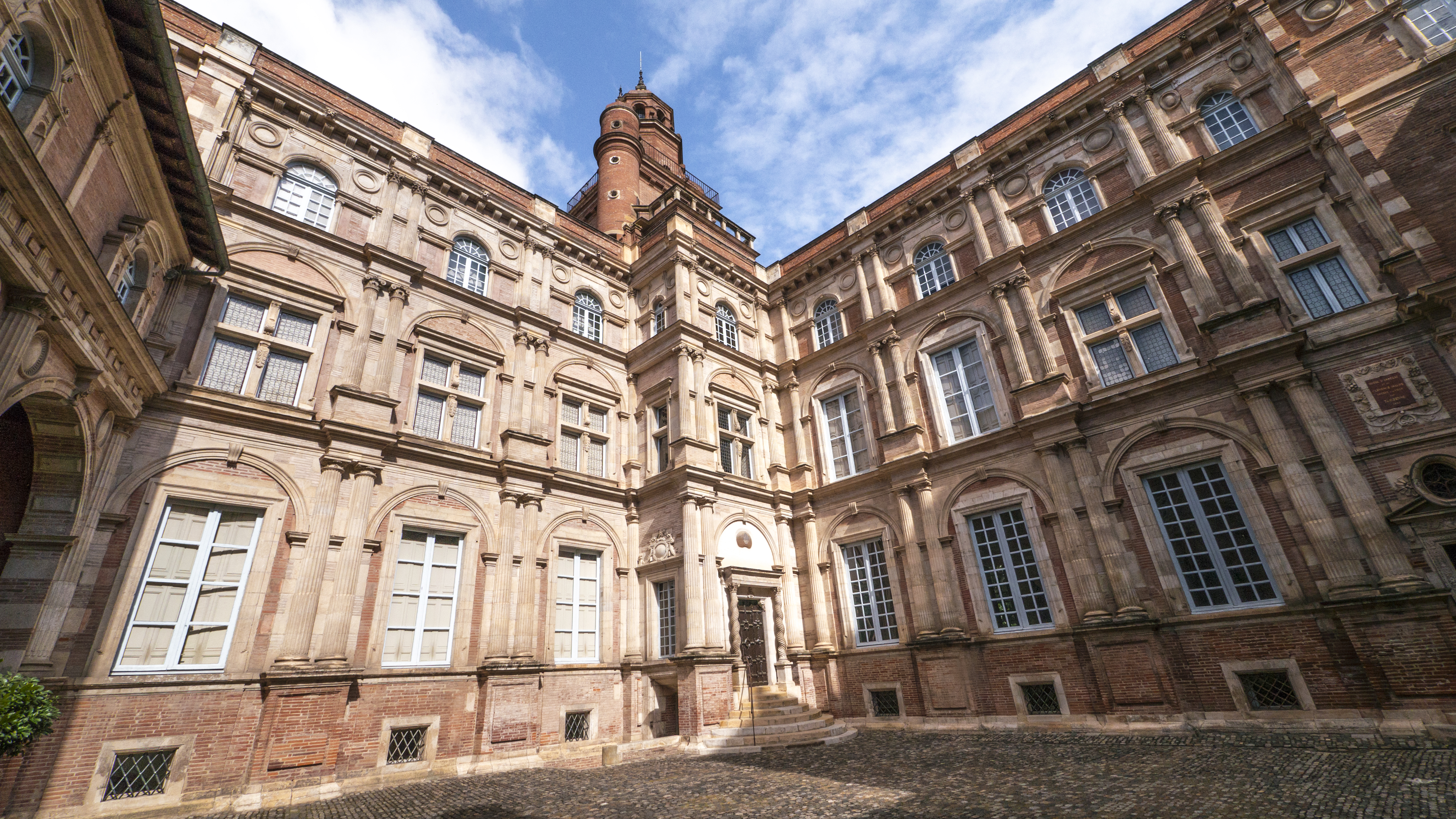
Cour de l'hôtel d'Assézat

C'est à cette époque que les plus emblématiques hôtels particuliers de Toulouse seront construits, par de richissimes marchands de pastel, ou par de grandes familles de parlementaires. Les plus notables sont les hôtels de Bernuy et d'Assézat, qui contribuent à l'importation d'un style de la Renaissance à Toulouse, tout en gardant des inspirations propres à la ville (comme l'emploi de la brique toulousaine).

### Humanisme et guerres de religion
Au milieu du XVIe siècle, l’université de Toulouse compte près de 10 000 étudiants. Le courant humaniste traverse ses murs et les universitaires sont souvent pris d’agitation. L’inquisition continue d’installer de nombreux bûchers.
Si certains humanistes sont intéressés par la réforme luthérienne, l'Inquisition et l'université a lutté contre eux. La Cour souveraine a veillé scrupuleusement au respect de l'orthodoxie religieuse. En 1520 est brûlé le premier protestant condamné comme hérétique. En 1532, 32 hérétiques sont condamnés à mort par contumace. En 1533, le bachelier en droit Jean de Caturce est brûlé vif comme le raconte François Rabelais dans le Pantagruel. En 1538, le jacobin Louis de Rochette, inquisiteur, est jugé et condamné à mort, étranglé, son corps est brûlé place du Salin. Entre 1540 et 1548, la Cour souveraine a ouvert 200 procès et 18 personnes sont brûlées. Cependant, une première communauté protestante est créée en 1558, comprenant des bourgeois, des notables et des gens de robe. En 1560-1561, quatre des capitouls élus ont adopté cette opinion nouvelle. Il y en eu huit l'année suivante. La conjuration d'Amboise a exacerbé les passions.
L'édit de Saint-Germain du 17 janvier 1562 a donné la liberté des cultes hors les murs de la ville. Les capitouls ont offert la protection d'hommes armés pour assister au culte hors la porte de Villeneuve. Cette tolérance a amené un redoublement de haine des prédicateurs catholiques pendant le carême en dénonçant la mansuétude du corps municipal. Dès avril, des hommes armés arrivent à Toulouse appelés par des communautés religieuses. Des églises sont pourvues de garnisons. Les capitouls donnent des ordonnances pour l'interdire, mais le parlement de Toulouse les casse. En mai l'effervescence est à son comble. Une entente est nouée entre des capitouls et le prince de Condé. La réforme protestante provoque des combats de rue entre calvinistes et catholiques et l’incendie de près de 400 maisons. Le 11 mai, les protestants s'emparent de l'hôtel de ville ainsi que deux portes de la ville. Environ 1 700 protestants combattent. Ils ont essayé en vain de s'emparer de la basilique Saint-Sernin de Toulouse. Les insurgés se sont emparés de canons et tirent sur les clochers des Cordeliers, de Saint-Sernin et des Jacobins. Les pillages de la ville ont ému jusqu'au pape. Face à eux, les protestants ont eu entre 8 000 et 12 000 hommes. Ne pouvant faire face, les protestants se sont retirés le 17 mai. Les troupes commandées par Blaise de Monluc arrivent le lendemain. Les protestants sont pourchassés et Monluc a écrit « jamais tant de têtes voler que là ». Les parlementaires et officiers royaux passés chez les protestants sont tous exécutés. Les capitouls protestants ayant quitté la ville, le seul capitoul protestant trouvé, Adhémar Mandinelli, a eu sa tête clouée pendant deux ans sur une porte de la maison commune,
D'Assézat est expulsé, en même temps que débutent trente-deux ans de guerre civile. Dès 1563-64, la première ligue des chefs catholiques est formée par les capitouls et le parlement pour défendre le catholicisme.
Charles IX passe dans la ville lors de son tour de France royal (1564-1566), accompagné de la Cour et des Grands du royaume : son frère le duc d’Anjou, Henri de Navarre, les cardinaux de Bourbon et de Lorraine.
Le massacre de la Saint-Barthélemy (24 août 1572 à Paris) se répète à Toulouse le 6 octobre. Alors que 300 protestants avaient été mis en prison le 31 août, trois conseillers au Parlement sont condamnés pour « subversion » pour la guerre de 1562. Le 4 octobre, la rumeur d’ordres secrets du roi se répand en ville, et malgré le gouverneur le vicomte de Joyeuse, une émeute force la prison, et la moitié des prisonniers protestants sont massacrés.

### XVIIesiècle

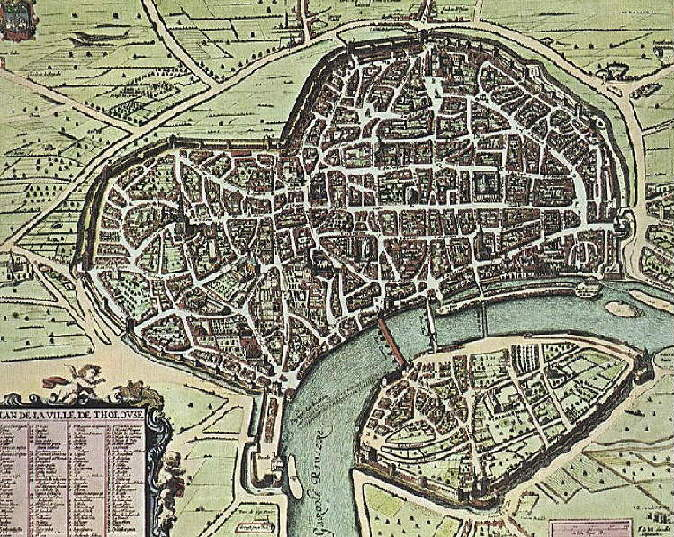
Plan de Toulouse réalisé par Melchior Tavernier en l'an 1631 ; contrefaçon aquarellée déposée aux Archives municipales de Toulouse, cote 20 Fi 359.

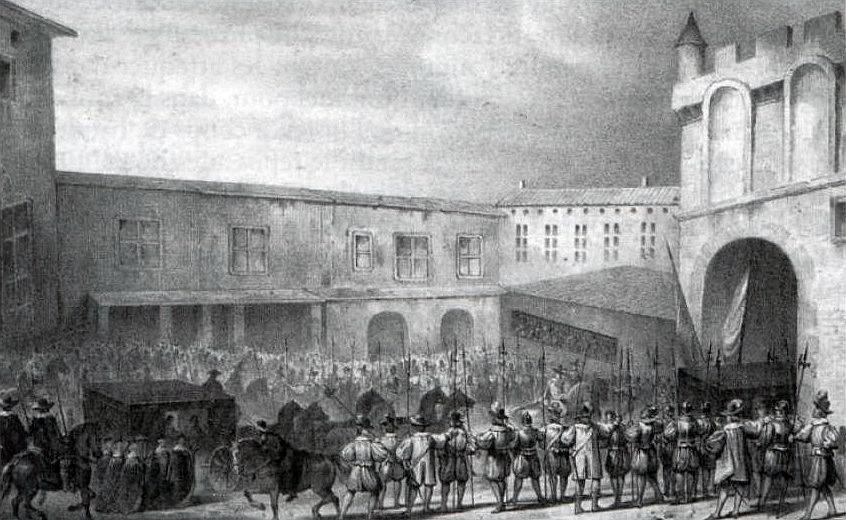
Entrée de Louis XIII à Toulouse, par la Porte Saint-Michel en 1632.

L’accession au trône d'Henri IV mit fin aux troubles toulousains. Le parlement se soumet et l’édit de Nantes est accepté en 1600. Les Capitouls perdent les dernières influences qui leur restent. En 1622, au cours d’une nouvelle guerre de religion, la ville est prise par Louis XIII. Un fléau bien plus grave que la Fronde va toucher Toulouse en 1629 et en 1652, faisant des milliers de victimes : la peste.
Pour la première fois, la municipalité et le parlement prennent ensemble des mesures pour assister les malheureux frappés par l’épidémie. Beaucoup des membres du clergé quittent la ville. Les Toulousains les plus aisés s’enfuient aussi, et seuls les docteurs sont contraints de rester. La famine oblige bientôt les quelques Capitouls qui n’ont pas abandonné la ville à appliquer une interdiction de sortie aux bouchers et aux boulangers.
L’hospice de La Grave héberge les pestiférés en quarantaine. Le pré des Sept Deniers accueille, lui aussi, de nombreux malades dans des conditions précaires. Avant de fermer ses portes, la ville devient un repaire de mendiants attirés par une infrastructure médicale qu’ils espèrent meilleure qu’à la campagne[réf. nécessaire]. L’argent manque pour nourrir toute cette population, et des réquisitions sont ordonnées. Aux pires moments de la crise, les riches se voient attribuer la responsabilité des pauvres.
En 1654, lorsque la seconde épidémie s’éteint, la ville est dévastée. Les périodes de rémission auront cependant été l’occasion de réaliser deux projets majeurs : le Pont-Neuf en 1632 et le canal du Midi en 1682. Ce siècle troublé se terminera par une dernière famine, en 1693.
Le XVIIe siècle est également marqué par l’arrivée d’une association secrète, l’Aa (associatio amicorum), réunissant des membres du clergé et des universitaires, et prônant une foi exacerbée. L’influence de cette organisation se fera surtout sentir au XVIIIe siècle.

### XVIIIesiècle
Divers courant artistiques, religieux, ou architecturaux ont parcouru la cité durant le XVIIIe siècle.
Par un acte royal de 1750 Louis XV fonde l'Académie royale de peinture, sculpture et architecture de Toulouse,. C'est la première des académies provinciales dans ce domaine et la seule, avec celle de Paris, à porter le nom d’Académie royale de peinture. Dominique Ingres figure parmi ses élèves.
Louis de Mondran est l’instigateur d’un nouvel urbanisme, vraisemblablement inspiré par son séjour dans la capitale. Les principales réalisations de cette époque sont le Grand Rond, le Cours Dillon, et la façade du Capitole.
En 1770, le cardinal Étienne-Charles de Loménie de Brienne pose la première pierre du canal qui portera son nom. Terminé six ans plus tard, le canal finit de relier la Méditerranée à l’Atlantique, le canal du Midi au canal latéral à la Garonne. Le point de jonction est connu sous le nom des Ponts-Jumeaux.
La ville s’embourgeoise, appauvrissant les plus démunis, et enrichissant la noblesse et le clergé. Les architectes locaux et les sculpteurs sont mis à contribution par les particuliers. La Reynerie sera la résidence d’été du mari de la comtesse du Barry.
Toulouse n’a pas oublié sa traditionnelle ferveur religieuse, même si la fin du siècle marque un certain déclin. De nouvelles confréries apparaissent, la plus célèbre est celle des Pénitents bleus, officiant à l’église Saint-Jérôme. Le parlement, infiltré par l’Aa (voir XVIIe siècle), régule la vie religieuse, et condamne les protestants.
C’est dans ce contexte difficile qu’éclate l’affaire Calas. Cette affaire montre à quel point le parlement a pris la direction de la ville, puisque c’est lui qui prononcera l’exécution de Jean Calas.
Soucieux pour son autonomie, le peuple toulousain soutient le Parlement lorsque celui-ci est menacé par la monarchie. C’est le parlement de Toulouse qui nomme les Capitouls, dont le chapitre est alors réduit à 8 représentants. Il faudra une révolution pour que la ville échappe à l’emprise des parlementaires.

## Révolution française et Premier Empire

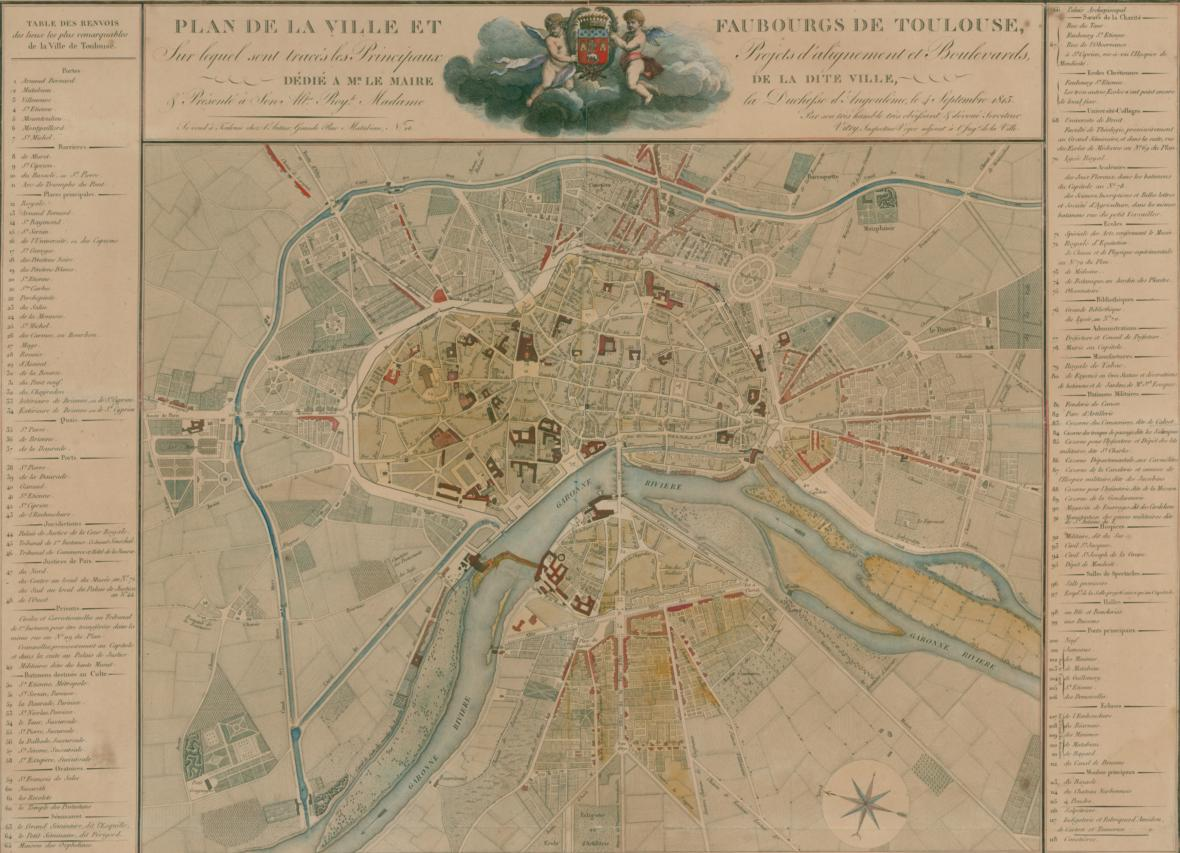
Plan de Toulouse et de ses faubourgs réalisé par Joseph Vitry en 1815 ; original déposé aux Archives municipales de Toulouse, cote 20 Fi 13.

La Révolution modifie le rôle de la ville, ainsi que sa structure politique et sociale.
La ville a tout d’abord été spectatrice des mouvements parisiens. L’annonce des manifestations du 14 juillet 1789 a un retentissement relatif, ponctué par quelques pillages. Cinq mois plus tard, lorsque l’Ancien régime est aboli, il en est tout autrement. Les parlementaires et les capitouls luttent pour conserver leurs privilèges, ils manifestent le 25 septembre, et ne sont guère soutenus par une population qui ne reconnaît plus ses protecteurs passés.
L’emprise régionale de Toulouse, jadis assurée par son parlement, est maintenant réduite aux dimensions d’un département, la Haute-Garonne. Le clergé doit se plier à la Constitution civile imposée par l’Assemblée constituante, laquelle nomme un nouvel archevêque toulousain. Une partie de la population est hostile à ces réformes qui lèsent ses anciens privilèges et coutumes.
Les prérogatives des capitouls sont abolies le 14 décembre 1789. Joseph de Rigaud est le premier maire, il est élu le 28 février 1790.
En 1793, pendant la Commune, Toulouse refuse de s’allier à la Provence et à l’Aquitaine pour monter sur Paris. Ensuite, les perspectives de la guerre contre l’Autriche et celles des résistances intérieures entraînent la Terreur, qui élimine à Toulouse une partie des réfractaires à la Révolution.
En l'an 8 du calendrier révolutionnaire, l'octroi est rétabli aux barrières de la ville.
En août 1799, la ville fortifiée résiste à l’assaut des insurgés royalistes, lors de la première bataille de Toulouse. L’arrivée de Napoléon à la tête du nouveau régime, puis de l’Empire, rétablit partiellement le statut régional de la ville. L’empereur se fend même d’une visite en 1808, confiant notamment le cloître de la Daurade à la manufacture de tabac.
Le 10 avril 1814, la bataille de Toulouse oppose les Hispano-Britanniques du maréchal Wellington aux Français du maréchal napoléonien Soult, qui, bien que parvenant à résister, sont contraints de se retirer. L’armée du Field-Marschal Wellington y est accueillie par un grand nombre de royalistes, préparant Toulouse à la Restauration de Louis XVIII. La ville rose a donc été le théâtre de la dernière bataille franco-anglaise sur le sol français.

## LeXIXesiècle

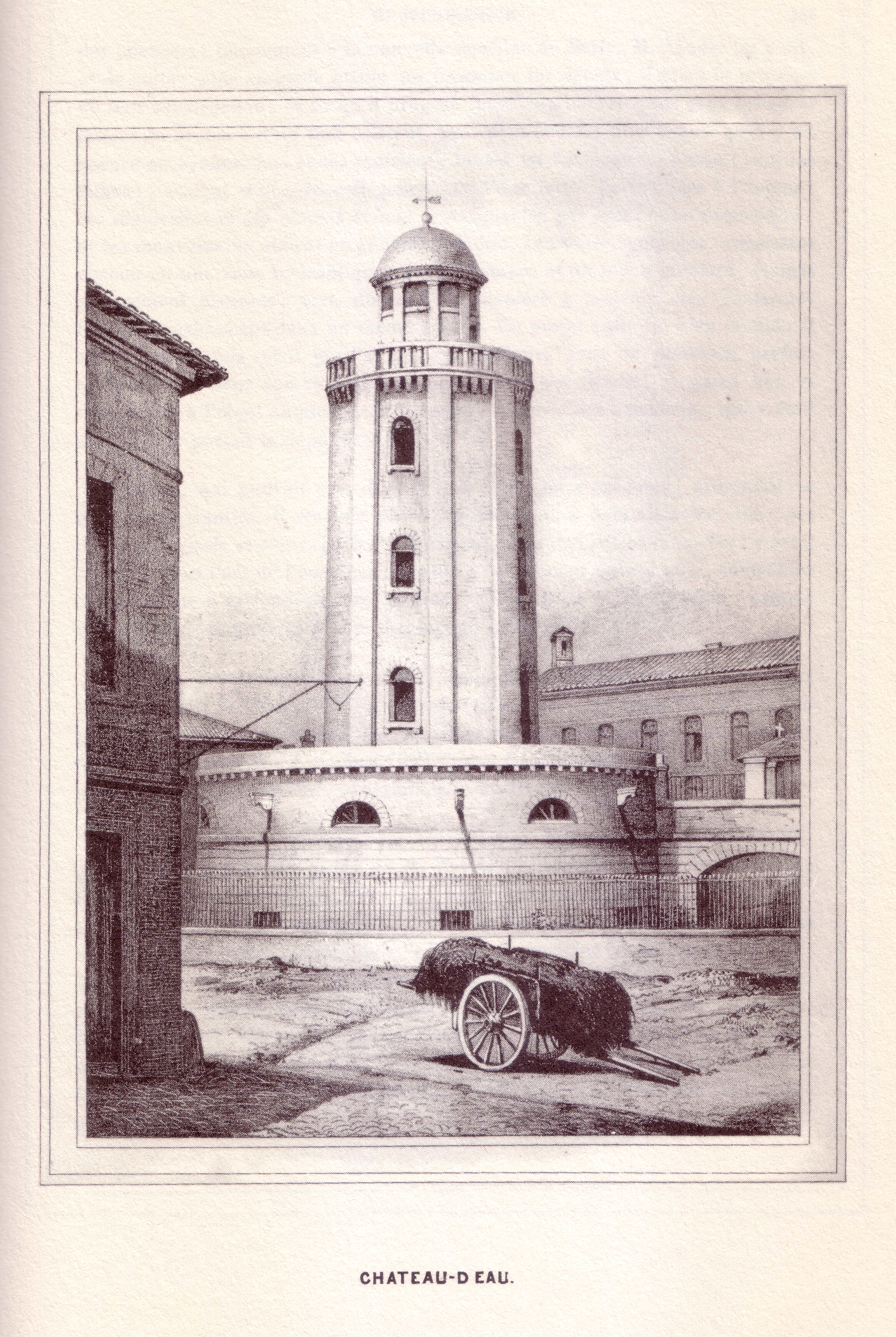
Le Château d'eau.

Contrairement à la plupart des grandes villes françaises, Toulouse n'a pas connu de véritable révolution industrielle au XIXe siècle.
Si le centre-ville regorge d'ateliers de confection, dans l'ensemble Toulouse compte peu d'industries, excepté les Manufactures des tabacs et des entreprises liées aux activités militaires, notamment la poudrerie.
Quelques innovations industrielles notables émergeront autour de la Garonne, comme la mise en service dès 1828 du réseau d'alimentation en eau des fontaines publiques alimenté par le château d'eau ou la conversion en centrales hydroélectriques des moulins du Bazacle en 1888-1889 poursuivie tardivement par la construction de l'usine hydroélectrique de l'île du Ramier, en 1918.
La construction et l'ouverture de la gare Matabiau, en 1856, marque un tournant dans l'histoire de Toulouse, la ville se trouve désormais reliée à la capitale et à l'ère nouvelle et prometteuse des transports. C'est alors que l'on substitue les boulevards aux remparts, que l'on termine la place du Capitole et que l'on décide de percer les grandes artères (comme celle de la rue de Metz ou encore la rue d'Alsace-Lorraine qui tirent leur dénomination du climat hostile à la Prusse et de la perte de l'Alsace et de la Moselle à la suite de la défaite française de 1871) sur le modèle des grandes percées effectuées à Paris par le préfet Haussmann. Les travaux bouleversent le centre de Toulouse, qui perd petit à petit son atmosphère médiévale.

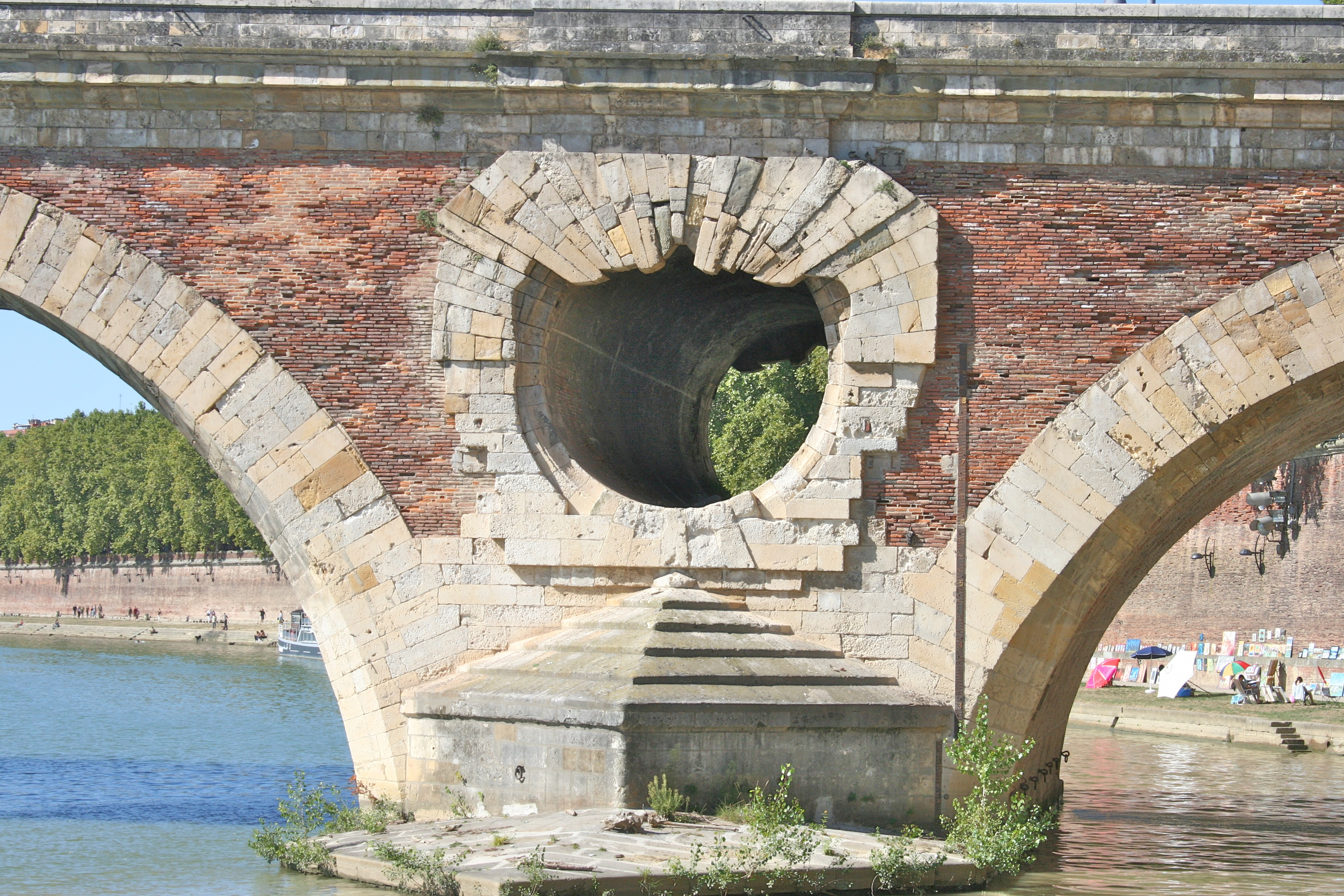
Vue sur un dégueuloir du pont-neuf. Grâce à son architecture, l'ouvrage tint bon lors de la crue de 1875.

La crue de la Garonne et de l'Ariège de 1875 dévaste plus de 1 000 maisons et tue 200 personnes. Elle détruit aussi le pont suspendu de Saint-Pierre et le pont Saint-Michel, et emporte la dernière pile du pont de la Dalbade. Le maréchal Mac-Mahon, président de la République, s'exclamera « Que d'eau, que d'eau ! ». Cette crue, de 6,20 m au-dessus de son étiage, fut déclenchée par les importantes précipitations du mois de juin 1875 et par la fonte des neiges dans les Pyrénées. L’émotion est nationale : aides financières et collectes s’organisent, tandis que des controverses émergent sur la gestion de la catastrophe. La mairie impose ensuite de nouvelles normes de construction pour éviter qu’un tel drame ne se reproduise.
Alors qu’à l’époque le maintien de l'ordre est effectué par l’armée, en 1913, des soldats manifestent à Toulouse contre leur rôle, refusant d’affronter des ouvriers.

## LeXXesiècle, le renouveau toulousain

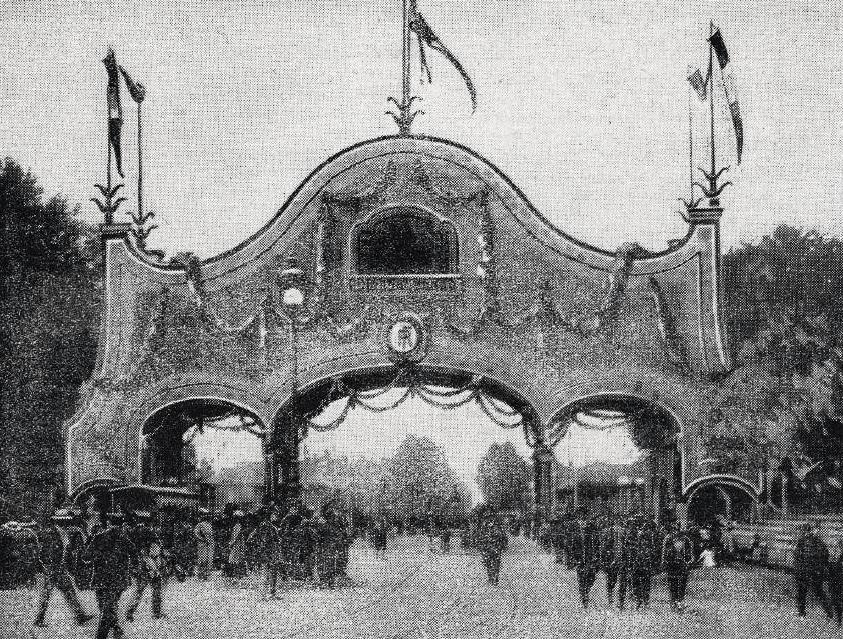
L'Arc de Triomphe érigé Place Saint-Cyprien, pour la venue de Raymond Poincaré le 17 septembre 1913.

Le début du XXe siècle est marqué par un l'essor important de la population toulousaine. Celle-ci est le résultat de l'exode rural des campagnes du Sud-Ouest mais aussi de la combinaison des vagues successives d'immigrés quittant les régimes fascistes de leurs pays d'origine (les Français du Nord durant la Première Guerre mondiale, les Italiens dans les années 1920 avec l'arrivée de Mussolini au pouvoir et les Espagnols fuyant le régime franquiste lors de la Retirada)
Le calme revenu, 25 000 Espagnols restèrent à Toulouse, influant fortement sur le mode de vie toulousain.

### La Première Guerre mondiale à Toulouse

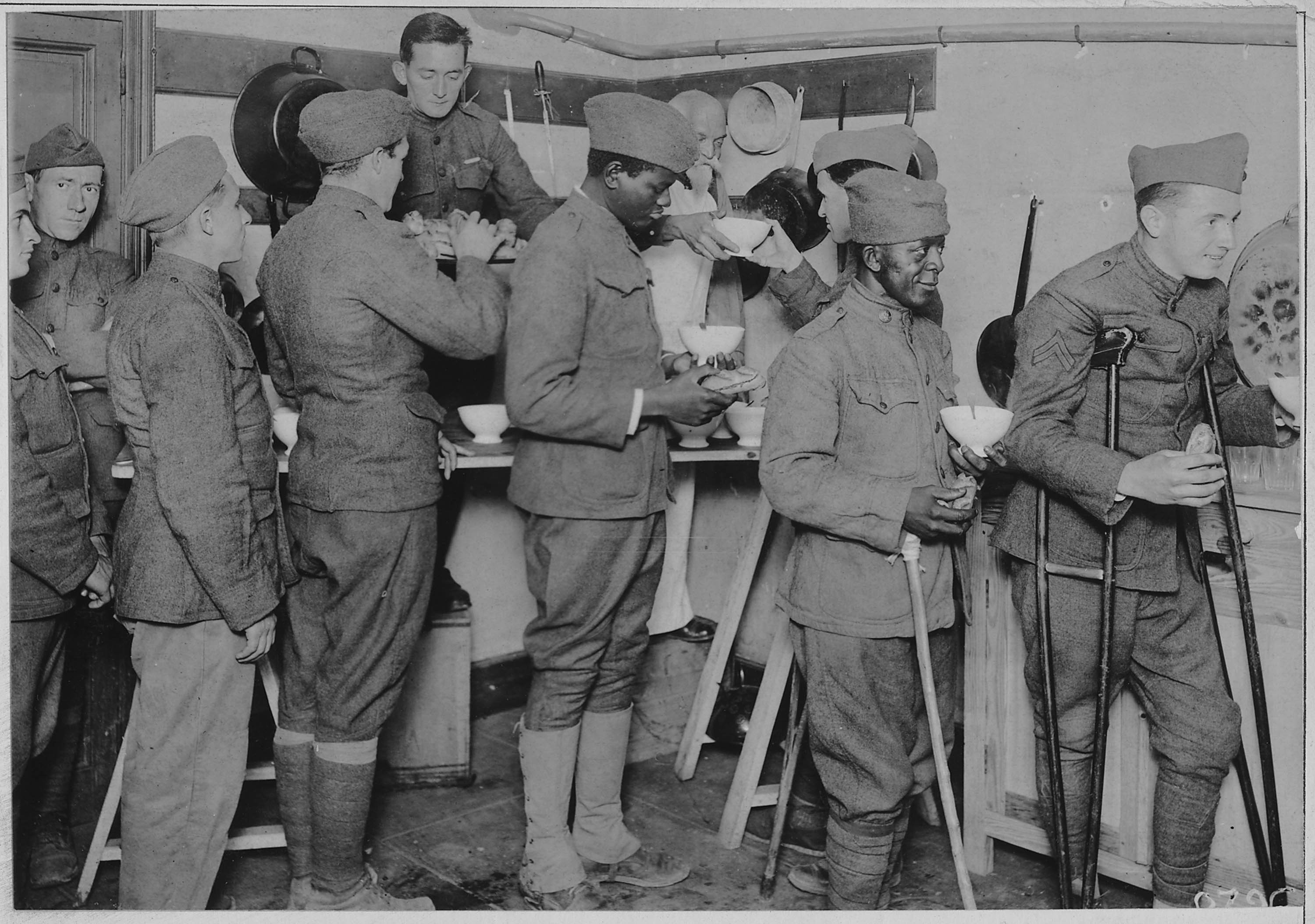
Soldats américains recevant de la nourriture à la Croix-Rouge américaine de Toulouse en 1917. U.S. National Archives.

La guerre 1914-1918 pousse Toulouse (située géographiquement à l’abri des attaques ennemies) à s'industrialiser de manière plus poussée (les grandes industries n'était alors que celle des tabacs et de la poudrerie).
Ainsi en 1915, on y installe des industries chimiques. C'est aussi à cette époque que naît Latécoère. En effet, Pierre-George Latécoère a utilisé l'entreprise familiale durant la première guerre mondiale pour fabriquer des obus, et en 1917 il la rebaptise Société industrielle d'aviation Latécoère, et devient un sous-traitant pour la production d'avions militaires. Ils répondront à l'appel d'offres du gouvernement, en fabriquant en tout 1000 Salmson A2A, qui seront réutilisés dès que le conflit fut terminé, lorsqu'il décida de lancer la Compagnie Générale Latécoère, devenant ainsi le leadeur mondial du transport aérien, avec en 1922 3 000 kilomètres de réseau, 75 avions, 22 pilotes et 120 mécaniciens.

### Entre les deux guerres

#### L’afflux de réfugiés politiques: la Retirada à Toulouse
Dès le début de l'année 1939, au moment où les troupes nationalistes du général Franco prennent le pouvoir en Espagne, Toulouse accueille de nombreux réfugiés, républicains espagnols qui fuient les exactions, la mort, le régime totalitaire. Tous n’ont pas la chance d’arriver à Toulouse et restent parqués dans des camps, à Argelès sur mer, Rivesaltes ou encore au Vernet d’Ariège. Aux portes de Toulouse, de nombreux réfugiés espagnols sont accueillis au camp du Récébédou, qui servira de « vitrine » pour l’accueil réservé aux réfugiés, mais qui n’en reste pas moins un camp d’internement. Une fois la guerre civile terminée, certains Espagnols rentrèrent dans leur pays, mais 25 000 d'entre eux restèrent à Toulouse, influant fortement sur le mode de vie toulousain. Aujourd'hui, on la considère encore comme étant la plus espagnole des villes françaises : elle abrite une branche de l'institut Cervantès, institution espagnole très présente ayant pour but la diffusion de la culture hispanophone, et on estime que 20% de sa population aurait des origines hispaniques.

### Toulouse pendant la seconde guerre mondiale

#### La drôle de guerre (septembre 1939àmai 1940)
Un afflux massif de population a lieu à Toulouse et en Haute Garonne dès le début du conflit de la seconde guerre mondiale. En effet, loin des zones de combat, la ville et sa région sont attractives, et constituent un lieu de repli privilégié.

#### Sous le régime de Vichy
Toulouse est une ville de tradition socialiste, dont le maire en 1940 est Antoine Ellen-Prévot. Ce dernier obtient à Vichy le 24 juillet 1940 l'accord pour maintenir en place la municipalité. Mais celle-ci est suspendue en septembre 1940 jusqu'à la fin des hostilités, et remplacée par une délégation de sept personnes nommées par le pouvoir de Vichy.

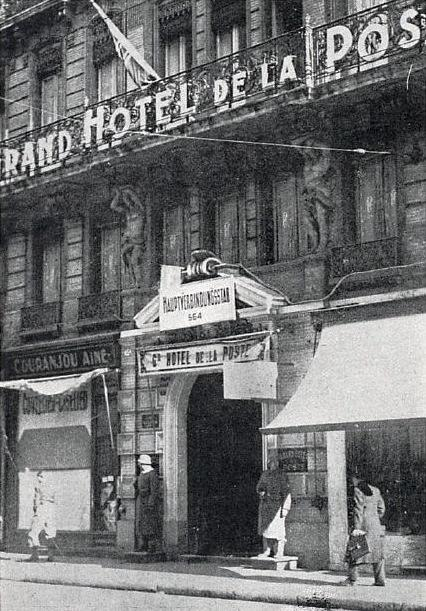
Le Grand Hôtel de la Poste, siège de la Wehrmacht en 1943.

#### La Résistance prend ses quartiers à Toulouse
Toulouse devient de fait, par son ancrage républicain et socialiste, et par sa situation géographique et l'afflux de réfugiés, dont de nombreux militants politiques, républicains espagnols, opposants aux régimes fascistes, le cœur de nombreux réseaux de résistance. Le groupe Bertaux, créé par Pierre Bertaux et Silvio Trentin, le réseau Françoise, dirigé à partir de 1943 par Marie Louise Dissart, et plusieurs groupes armés, dont les FTT-MOI, les Forces Françaises de I'Intérieur de la Haute Garonne qui seront dirigées par Jean-Pierre Vernant, prennent forme, s'organisent et agissent pour la libération,.
Le premier acte de résistance est réalisé par de jeunes gens ingénieux : ils projettent des tracts anti-pétainistes depuis un toit d'immeuble de la rue Alsace-Lorraine, vers la place Esquirol, sur le cortège du Maréchal Pétain en visite à Toulouse le 5 septembre 1940.

### Le développement des secteurs aéronautique et informatique
En 1963, Toulouse est choisie pour devenir une des huit métropoles d'équilibre du pays, le gouvernement souhaitant casser la macrocéphalie de Paris. La ville sera vouée aux activités aéronautiques et spatiales, mais bénéficiera aussi d'implantations industrielles dans le secteur informatique. 
Par ailleurs, la « réforme régionale » place Toulouse comme capitale de la plus grande région française[Quand ?]. La DATAR réussit de son côté dans, le cadre du Plan Calcul à installer deux usines d'électronique à Toulouse, en étroit lien avec la communauté enseignante de la ville, Motorola et la CII, encouragées par les universitaires locaux. Parmi eux, le professeur Michel Laudet, premier assistant du doyen de la faculté Émile Durand, fondateur en 1957 de l’Institut de calcul numérique puis en 1964 des "journées électroniques de Toulouse",, visant à attirer de nouvelles industries. Elles sont coordonnées par Francis Cambou, créateur en décembre 1963 du Centre d’Étude Spatiale des Rayonnements de Toulouse (CESR qui s'est envolé en février 1966 pour apporter en Arizona une plaquette éditée en deux semaines par la municipalité un autre professeur effectuant la même démarché le 20 septembre 1966. Motorola est ainsi le sixième des "grands" producteurs américains de composants à essaimer en France depuis 1957, après Texas Instrument à Villeneuve-Loubet (Alpes-Maritimes), ITT à Colmar, Transitron, à Vernon (Eure), Sprague à Tours, IBM à Corbeil-Essonnes, et surtout Fairchild Semiconductor, annoncé en septembre 1966 à Rennes pour 400 emplois, mais aussi  en Suède, en Allemagne et en Écosse, après déjà deux usines en Italie et en Grande-Bretagne. 
La ville a alors deux écoles d'ingénieurs en pointe, l'ENSEEIHT, l'une des deux seules en France à enseigner la programmation informatique, et une seconde, Sup'aéro, où des élèves travaillent dès 1967 sur le projet de faire évoluer vers la gestion et de nouvelles fonctionnalités le système d'exploitation de l'ordinateur Sigma 7.
La délocalisation à Toulouse de Sup'aéro, prévue depuis 1964 s'était heurtée à la résistance des professeurs, élèves et anciens élèves, comme c'est le cas à l'Ecole des mines et à Centrale, et c'est seulement en octobre 1966 que le gouvernement tranche et décide qu'il aura bien lieu mais "sera progressif": en 1968 pour "les élèves de première année" de Sup'Aéro même si l'Ecole des mines et Centrale sont finalement dispensées de délocalisation.
L'usine Motorola est autorisée en mars 1966 pour 500 emplois nouveaux, après une demande officielle au début du mois de janvier" mais Motorola ne se décide qu'un an après, l'usine ouvrant deux ans après. Elle est autorisée par le maire, Louis Bazerque le 18 mars 1967 et "prête à entrer en activité dans un an", cette fois pour 1500 emplois", puis 5000 vers 1970", aux trois-quarts des femmes. La CII suit car la délégation à l'aménagement du territoire veut inciter les firmes françaises qu'il aide dans le cadre du plan calcul à effectuer la moitié de leurs investissements à Toulouse.
"La pièce détachée essentielle est le semi-conducteur. Cette matière première, nous l'achetons de préférence et le plus possible à Toulouse", déclare le directeur de la CII au journal Science et Vie, en 1971. Motorola "développe aux Etats-Unis des fabrications d'ordinateurs" car "au fait des besoins des constructeurs" et ainsi "en mesure de "conquérir une partie appréciable de leur clientèle", mais a "reçu de fortes commandes" du constructeur informatique anglais ICL, qui "par le volume des commandes", devance la CII, Bull-General Electric et IBM.
La montée de l'effectif prévu dans l'électronique toulousaine est cependant très progressive, avec seulement 168 personnes en 1968 et 929 en 1969, le décollage ayant lieu en 1971 avec le succès du miniordinateur Mitra 15 de la CII.
| Année | Emplois prévus (électronique à Toulouse. | Effectif Motorola | Effectif CII |
| 1968  | 168                                      | 450               | 0            |
| 1969  | 929                                      | NC                | 720          |
| 1970  | 2110                                     | NC                | NC           |
| 1971  | 3135                                     | NC                | NC           |
| 1972  | 3905                                     | 1200              | 1550         |

L'essor économique et industriel d'Ariane et d’Airbus dopera aussi la croissance démographique de la ville, lui apportant un aspect positif de ville en mouvement et en plein essor. L'Ecole nationale supérieure de l'aéronautique devait quitter Paris pour la province en 1964, tout comme l'Ecole des mines et Centrale, mais c'est la seule à le faire, pour Toulouse, et en octobre 1966, quand la première pierre est posée. Il y a aussi décentralisation du CNES et d'autres écoles liées à l’aéronautique, car Aérospatiale est là pour la production des avions, mais sans générer autant de décollage industriel qu'espéré, ce qui s'est produit plutôt dans les années 80, avec la production européenne de satellite suivant le premier tir Ariane en 1979 et l'arrivée de grands centres d’études de Matra (1979) puis d’Alcatel (1982), Matra-Espace s’implantant en 1979 à Montaudran, à proximité du CNES.

### L'essor démographique et la dynamique d'une ville étudiante
Par ailleurs, Toulouse accueillera une nouvelle vague d'immigration au lendemain de la guerre d'Algérie évalué à 25 000 personnes, poussant la ville à s'étendre à l'ouest vers les banlieues et à construire de grands ensembles comme la célèbre cité du Mirail, conçue à l'époque par les meilleurs architectes mondiaux et qui était destinée à loger plus de 100 000 personnes. Parallèlement, des travaux de rénovation sont lancés dans le centre historique ainsi que de nouvelles infrastructures de transports (métro et bus) et de nouveaux espaces de stationnement parfois assez peu intégrés dans le vieux tissu urbain (c'est le cas des sept étages du parking des Carmes qui se dressent en lieu et place d'une élégante halle métallique datant de 1892).
Toulouse est l'une des grandes métropoles françaises les plus actives en Mai 68, avec une population étudiante qui compte de nombreux enfants de réfugiés espagnols. Mai 68 à Toulouse voit une longue grève chez Airbus et de nombreuses entreprises et le soutien des campagnes pour ravitailler une ville en désorganisation du fait des transports arrêtés.
Entre 1983 et 2001, Dominique Baudis est maire de Toulouse. L'universitaire Stéphane Beaumont rappelé qu'en tant que maire, il fut « l'homme de l'endettement zéro ». Il a également participé à transformer la ville en grande métropole économique et universitaire et lancé le métro de Toulouse.

## Toulouse, aujourd’hui

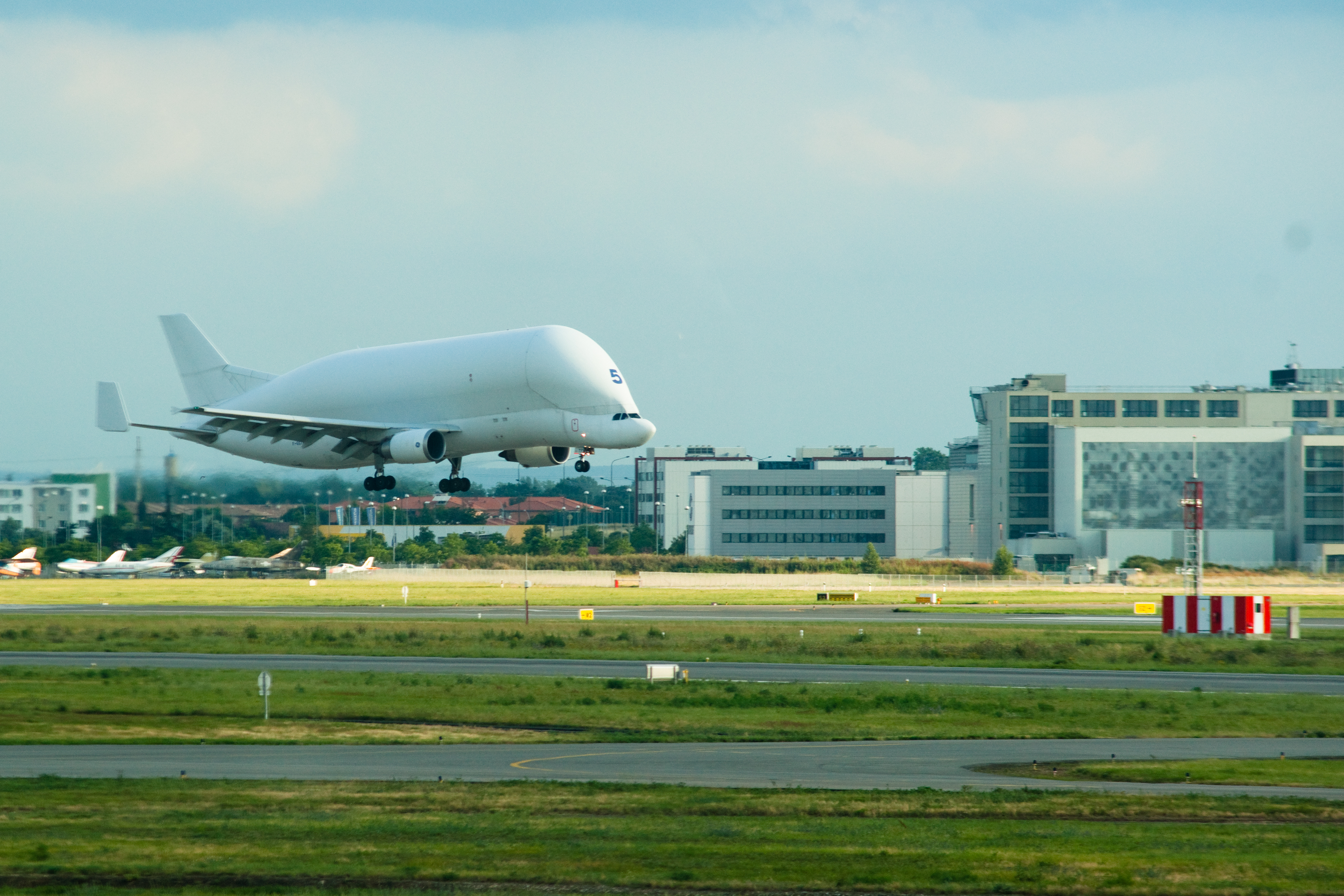
Avion de transport Beluga en phase d'atterrissage à l'aéroport de Toulouse-Blagnac. Les pistes de cet aéroport jouxtent celles de l'avionneur européen Airbus.
photo prise en juin 2010.

Aujourd'hui, Toulouse est une métropole à vocation européenne et mondiale. Son agglomération est à nouveau plus importante que celle de Bordeaux. Au rythme de croissance actuel (plus 15 000 habitants par an), elle entrera dans le cercle fermé des agglomérations françaises de plus d'un million d'habitants, derrière Paris, Lyon et Marseille, mais devant Lille et Nice. Cela est déjà le cas de son aire urbaine étendue et peu dense.
Toulouse reste malgré tout encore affaiblie par sa relative distance à Paris (4 h 10 en train et plus de six heures en voiture) et aux autres villes européennes. Cette situation est accentuée par le manque de liaison TGV que les projets actuels promettent au plus tôt pour 2024. De très nombreux élus aquitains opposent cette ligne au projet d'une ligne à Grande Vitesse à destination de l'Espagne via le Pays basque. Une partie considérable des flux de voyageurs transitent par l'aéroport de Toulouse-Blagnac qui reste de loin la première plateforme aéroportuaire de tout le grand sud-ouest français et la 4e de province, talonnant Marseille-Provence, avec environ six millions de passagers pour 2006. C'est également le premier aéroport de province pour le trafic intérieur.
La ville n'est plus aujourd'hui uniquement le symbole du consortium Airbus même si ce dernier ne cesse d'étendre ses installations industrielles (nouveau site aéroconstellation pour la construction de l'A380). Toulouse prend à présent la forme d'une concentration technopolitaine de taille européenne qui tente de compenser les risques liés à une trop forte monoculture industrielle en développant des spécialisations pourtant déjà présentes telles que l'industrie spatiale pour laquelle la ville accueillera le siège du programme européen Galileo ou encore les sciences du vivant avec des ambitions européennes nourries à travers la réalisation du futur cancéropôle sur le site d'AZF.
Centre culturel français de premier plan, Toulouse dispose d'un vivier étudiant très important qui en ferait la première ville étudiante de province, titre que lui dispute Lille, mais surtout Lyon. De nouveaux équipements culturels ont été lancés depuis les années 1990 tels que le centre de congrès Pierre-Baudis, le Théâtre national de Toulouse (TNT), les Abattoirs, la cité de l'Espace, le Zénith et plus récemment la grande médiathèque José-Cabanis.
Bénéficiant ainsi d'un taux de notoriété élevé et surtout d'une image particulièrement positive, la ville rose ne cesse d'attirer de nouveaux habitants (plus fort solde migratoire positif de France), que ce soit pour son cadre de vie (régulièrement consacré dans les palmarès de la presse nationale) ou pour son économie en plein essor.
Révélateur de cette tendance, Toulouse était la seule ville française à apparaitre dans un palmarès établi par le magazine américain Newsweek (daté du 3 juillet 2006) présentant les dix métropoles actuelles les plus avant-gardistes de la planète. La ville se plaçait ainsi à la quatrième place, juste entre Londres et Nanchang (Chine).